# Starogrčka književnost
Starogrčka književnost obuhvaća književno stvaralaštvo na grčkom jeziku koje započinje Homerovim epovima oko 8. stoljeća pr. Kr., a završava se okvirno 529. godine poslije Krista, kada je bizantski car Justinijan zatvorio Platonovu Akademiju u Ateni, posljednju filozofsku školu u antici. Starogrčka je književnost ne samo presudno utjecala na formiranje rimske književnosti, nego je izvršila ogroman utjecaj i na cjelokupnu potonju europsku književnost, kako u tematici tako i u oblikovanju gotovo svih književnih vrsta. U vremenskom rasponu od trinaest stoljeća u antici – 8. pr. Kr. i 5. poslije Krista – stvarali su mnogi pjesnici i prozni pisci, koji su jezikom i kulturom Grci, ali nisu svi rodom bili Grci: osvajanja Aleksandra Velikog proširila su grčku civilizaciju van granica Helade, te su glavni gradovi Aleksandrovih nasljednika – Aleksandrija, Antiohija i drugi – postali veća središta grčke civilizacije od starih grčkih polisa. S obzirom na društvene, političke i književne prilike, može se cjelokupna antička grčka književnost podijeliti na četiri razdoblja:
1. Arhajsko razdoblje (od prvih pisanih spomenika do kraja 6. stoljeća pr. Kr.);
2. Klasično razdoblje (5. i 4. stoljeće pr. Kr.);
3. Aleksandrijsko razdoblje (od 3. do 1. stoljeća pr. Kr.);
4. Rimsko razdoblje (od 30. pr. Kr. do 529. poslije Krista).

## Arhajsko razdoblje
Najstarije poznato grčko pismo je mikenski silabičko linearno B pismo, koji nam je ostao sačuvan na glinenim tablicama iz toga doba. Te tablice sadrže zapise, najčešće jednostavno u vidu različitih popisa, koji se odnose na trgovinu: prave književnosti tu nema, a njeno odsustvo objašnjava se na različite načine. Prema jednoj teoriji, mikenska se književnost, kao što je slučaj i s kasnijim Homerovim i drugim djelima kikličke epike, prenosila usmenim putem, posebno s obzirom na to da linear B nije bio sasvim prilagođen glasovima grčkoga jezika. Prema drugoj teoriji, književna djela – budući element društvene elite – bila su zapisana na nekom finijem materijalu, koji se međutim nije sačuvao.

### Epsko pjesništvo
Na početku grčke književnosti tako stoje dva njena najveća djela, Homerovi epovi Ilijada i Odiseja, te nekoliko neznatnih metričkih zapisa iz 8. stoljeća pr. Kr. Ali te dvije pjesničke tvorevine svojom složenom strukturom i stilizacijom daleko odskaču od svakoga početništva: jasno je da one, zapravo, predstavljaju vrhunac jedne epske tradicije čiji počeci i razvitak ostaju u tami onih stoljeća koji se nazivaju mračnim dobom Grčke (od 12. do 8. stoljeća pr. Kr.). Homer (Ὅμηρος) je prvi pisac grčke književnosti i istovremeno najveći epski pjesnik svih vremena. Pretpostavlja se da je živio negdje u 8. stoljeću pr. Kr., ali pouzdanih podataka o njemu i njegovom životu zapravo nema. Antička tradicija nam govori da je Homer bio slijepi pjevač, ali to je najvjerojatnije samo preslikavanje lika slijepoga pjevača Demodoka iz Odiseje na ličnost samoga pjesnika. Stoga se još od antike pa sve do naših dana stvorio čitav korpus veoma različitih teorija o prvom grčkom pjesniku, koji obrađuje tzv. homersko pitanje.
Homerova se djela tako moraju shvatiti kao vrhunac dugogodišnjeg razvoja usmene narodne književnosti u Maloj Aziji. Danas se pretpostavlja da su Homerovi prethodnici možda bili pjevači – rapsodi (ῥάψοδοι), koji su lutali od grada do grada i zabavljali stanovnike pjesmama o "slavnim djelima junaka" (κλέα ἀνδρῶν) i među koje tradicija obično ubraja i samoga Homera, te aedi (ἀοιδοί), koji bi se smjestili na dvoru kakvog vladara i ondje na zabavama ili po potrebi pjevali o djelima junaka mitskoga razdoblja. Prema nekim razmišljanjima, ti su rapsodi i aedi prenosili junačke pjesme kroz mnoga stoljeća. Da je u Grka i prije Homera cvjetala epska poezija, potvrđuju i Homerovi epovi, u kojima nalazimo savršenu epsku tehniku, umjetnički izraz, književni jezik, okretan stih, mnoštvo ukrasnih pridjeva, tzv. stalnih epiteta, za koje nema opravdanja u Homerovom tekstu (npr. "brzonogi Ahilej", premda nijedna scena u epovima ne opravdava taj epitet), oblike (formule) koje se uvijek ponavljaju kad god se u pripovijedanju dođe do određenog mjesta u opisu bitke, plovidbe lađe, i na kraju tipične brojeve. Sve te pojave nesumnjivo su plod dugotrajne umjetničke prakse. Može se pretpostaviti da su grčkoj herojskoj epopeji prethodile kraće pjesme u kojima se uz pratnju glazbenog instrumenta pjevalo o junačkim djelima. Te su pjesme, kako se čini, bile djelo Eoljana – Ahejaca, koji su došli iz Tesalije i drugih dijelova grčkoga kopna i prvi se učvrstili na maloazijskom primorju, u Troadi i susjednim otocima. Pjesme s likovima i motivima iz kopnene Grčke miješale su se s onima u novoj domovini, a bile su podređene jednoj osnovnoj temi – borbi sa stanovnicima u novom kraju. Njegovanjem tih pjesama tijekom stoljeća stvoren je čvrst temelj za veliku narodnu epopeju koja je najviše umjetničko ostvarenje dobila u Ilijadi i Odiseji otprilike u 8. stoljeću pr. Kr.
Ilijada (Ἰλιάς, 24 knjige, 15,693 heksametra) nosi ime po Iliju (Ἴλιον), drugom imenu grada Troje. Sadržaj joj je uzet iz ciklusa priča o Trojanskom ratu, ali pjesnik nije obradio dugo vremensko razdoblje, nego je ograničio građu prikazavši događaje koji su se dogodili tijekom 51 dana u desetoj godini rata. Glavna je tema ovoga epa svađa između Ahileja i Agamemnona zbog otmice robinje Briseide, a zatim Ahilejev gnijev na trojanskog junaka Hektora, koji je ubio Ahilejevog prijatelja Patrokla.
Odiseja (Ὀδύσσεια, 24 knjige, 12,110 heksametara) nosi ime prema glavnom junaku Odiseju i govori o Odisejevom povratku na Itaku. Nakon desetogodišnjeg ratovanja pod Trojom Odisej luta deset godina po raznim morima i doživljava mnogo opasnih pustolovina. Izgubivši u brojnim opasnostima sve prijatelje, vraća se na Itaku, gdje se uz pomoć sina Telemaha osvećuje proscima koji su maltretirali njegovu vijernu ženu Penelopu i na gozbama rasparčavali njegovu imovinu. Tako okosnicu ovoga spijeva čine Odisejev povratak i osveta proscima, ali su ti motivi obogaćeni sintetičkim i dramatskim prikazom prethodnih junakovih desetogodišnjih lutanja, a pripovijeda ih sam junak na dvoru feačkoga kralja Alkinoja (9–12. pjevanja). Osim toga, u spijev je umetnut i motiv o sinu koji kreće u potragu za ocem (1–4. pjevanje). Prema tome, kompozicija Odiseje je perpletena, za razliku od kompozicije Ilijade, koja je jednostavna, a to je primijetio još Aristotel, koji u Poetici 1459b kaže: "Svaka mu je naime od pjesama sastavljena: Ilijada jednostavna i puna trpnje, a Odiseja prepletena i mirna". Homer je genijalni pjesnik kome je uspjelo da narodnu epsku poeziju uzdigne na umjetničku visinu, koju otada više niko nije dostigao. Homerova poezija je puna živog pripovijedanja, jasnog izražavanja, pažljivog crtanja ljudskih karaktera, sviježe životne dinamike i humanizma. Nijedno djelo svjetske književnosti nije izvršilo tako snažan i dugotrajan utjecaj kao Homerovi epovi.
Prvobitno su se u antici Homeru pripisivala ne samo ova dva epa, nego gotovo cjelokupno epsko stvaralaštvo arhajskoga razdoblja, premda je problem Homerovih dijela već od 5. stoljeća pr. Kr. potaknuo ozbiljnu kritiku, koja i danas traje, a naziva se homerskim pitanjem. Pod tzv. Malim Homerom podrazumjevaju se manja pjesnička djela koja su se pripisivala Homeru. Među njima je svakako najznačajniji zbornik od 33 homerske himne (ὕμνοι) napisane u heksametrima i epskom stilu, u vremenskom rasponu od 7. do 5. stoljeća pr. Kr., koje proslavljaju različita božanstva. Ove su se himne prvobitno zvale "uvodi" (προοίμια), što govori da to zapravo i nisu bile himne, nego su služile rapsodima kao uvod u njihovo recitiranje epskih pjesama. Neke od njih su po broju stihova prave male poeme. Tako Himna Demetri obrađuje priču o otmici Perzefone i teškoj boli Demetre koja luta po svijetu tražeći kći. Himna Apolonu govori o rođenju ovoga boga na Delosu i njegove doživljaje tijekom osnivanja proročišta u Delfima. Himna Afroditi obrađuje ljubavnu avanturu ove boginje s Anhizom, dok je Himna Hermesu puna humora i priča o tome kako je tek rođeni Hermes nestašnim lukavstvom prevario svoga brata Apolona. Pored himni, ovamo pripadaju Boj žaba i miševa (Βατραχομυομαχία, 303 stiha) koja parodira sadržinu i stil epske pjesme, ali koja je vjerojatno nastala tek u helenističkom dobu, Margit (Μαργίτης, od μάργος = budala) koja na smiješan način govori o nekom junaku–budali koji je mnogo znao ali sve naopako, te Kerkopi (Κέρκωπες) koja je prikazivala dva brata — viješta kradljivca kojeg je uhvatio Heraklo, ali su ga oni tako nasmijali svojim dosjetkama da ih je pustio na slobodu.
Epska je poezija nastavila cvjetati u Joniji i cijelom helenskom svijetu i nakon Homera, tako da je nastao veliki broj pjesama koje su se također, bar neko vrijeme, pripisivale Homeru. Te se pjesme nazivaju kikličkim epovima jer čine nekoliko epskih ciklusa: u njima je, naime, kronološki prikazan neprekinut krug (κύκλος) mitskih događaja u sadržajnoj cjelini. Kikličke pjesme su se također nalazile na recitatorskom repertoaru rapsoda i pružile su bogatu mitološku građu lirskim, korskim i dramskim pjesnicima. Međutim, Ilijada i Odiseja potisnule su kikličke pjesme u drugi plan, pa su nam se ove uglavnom izgubile i do danas su nam se sačuvale samo u oskudnim fragmentima, premda nam je njihov sadržaj poznat. Tebanskom ciklusu pripadale su pjesme Edipodija (Οἰδιπόδεια, 6,600 stihova) o Edipovom ubojstvu vlastita oca, pobjedi nad Sfingom, incestuoznom braku s majkom i smrti Edipovoj, zatim Tebaida (Θεβαίς, 7000 stihova) o ratu sedmorice junaka protiv Tebe i izvršenju Edipovog prokletstva međusobnim ubojstvom Polinika i Eteokla, Epigoni (Ἐπίγονοι, 7,000 stihova) o ratu sinova sedmorice junaka protiv Tebe, naposljetku i, Alkmeonida o tome kako je Alkmeon ubio svoju majku i potom se čistio od grijeha.
Trojanskom ciklusu pripadala je Kiparska pjesma (Κύπρια, 11 knjiga) koja je opjevala događaje koji su se dogodili prije radnje Ilijade, zatim Etiopida (Αἰθιοπίς, 5 knjiga) koja je opisivala događaje nakon Ilijade, uključujući kako Ahilej ubija amazonku Pentesileju, etiopskog vođu Memnona ali i kako sam gine od Parisove strijele, zatim Mala Ilijada (Ἰλιάς μικρά, 4 knjige) koja je opisivala nadmetanje za Ahilejevo oružje između Ajanta i Odiseja, Ajantovo samoubojstvo, pogibiju Parisa od Filoktetove strijele, dolazak Ahilejeva sina Neoptolema koji ubija Telefova sina Euripila, gradnju drvenog konja i pad Troje. Pjesma Razorenje Ilija (Ἰλίου πέρσις, 2 knjige) obuhvaćala je prizor o drvenom konju, Laokoontovu smrt, Enejin beg, zauzimanje Troje, smrt Prijama i Astijanakta, oskvrnjenje Kasandre, podjelu plijena, požar grada i žrtvovanje Poliksene na Ahilejevom grobu. Povratak (Νόστοι, 2 knjige) opjevala je povratak grčkih junaka iz Troje, dok se Telegonija naslanjala na sadržaj Odiseje i započinjala opisom pokopa Penelopinih prosaca, a nazvana je po Telegonu, sinu Odiseja i Kirke, koji u potrazi za ocem dolazi na Itaku i u neznanju ubija Odiseja, uzima Penelopu za ženu, a Telemah Kirku.
Velike društvene i ekonomske promjene koje su zahvatile gotovo cijelu Heladu u drugoj polovini 8. stoljeća pr. Kr. jasno se vide u djelu drugog znamenitog pjesnika arhajske epike. Hesiod (Ἡσίοδος, možda kraj 8. stoljeća pr. Kr.), iz sela Askre u Beotiji, prvi je grčki pjesnik koji o sebi daje biografske podatke te se može smatrati prvom individualiziranom pojavom u grčkoj književnosti. Njegova Teogonija (Θεογονία = Postanak bogova, 1022 heksametra) predstavlja prvu grčku mitološku sintezu u kojoj je prikazana povijest postanja svijeta i genealogija bogova. Ideja joj je da prikaže Zeusa kao simbol pravednosti, koji pobjedom nad Titanima i drugim nemanima iz prošlosti postaje svemogući čuvar pravde. Isticanje moralnih problema i težnja za sistemskim shvaćanjem svijeta najavljuju početak rušenja tradicionalnog pogleda na svijet. Moralna pitanja i vladavina pravde u svetu idejna su osnova i Hesiodovog drugog djela koje nosi naziv Poslovi i dani (Ἔργα καὶ ἡμέραι, 828 heksametara). To je poema rada, u kojoj pjesnik svome bratu rasipniku upućuje opomene i savjete o tome kako će steći imovinu na častan način. Međutim, pjesnikovo obraćanje bratu samo je okvir za pouke koje upućuje svojim suvremenicima o tome da se čovjek moralnom energijom i radom mora osloboditi bijede, a to se ilustrira mitom o Prometeju i Pandori te mitom o pet rodova koji govore da je ljudski život nekada bio sladak, a sada je gorak. Rad i pravda temelj su Hesiodove etike, a u svakoj državi koja želi biti utemeljena na poretku i napretku moraju vladati rad, pravda i moral, a ne laž, prijevara i nasilje vladara. Premda je Hesiodov pogled na život pesimističan – velikim dijelom upravo zbog prilika koje su tada vladale – ipak se on u svojoj poeziji pokazuje kao nosilac novih, gotovo revolucionarnih društvenih stremljenja u odnosu na prethodni ratnički ideal herojske epohe.

### Lirsko pjesništvo
Postanak i ujedno najviši domet grčke lirike spada u 7. i 6. stoljeće pr. Kr., kada je epska poezija bila već na zalasku. Ona je zapravo melodički i ritmički usavršeno narodno pjesništvo. Razvoj umjetničke grčke lirike uslovila su dva ključna uzroka. Prvi čine nove društvene prilike tijekom kojih dolazi do dubokih promjena u političkim, socijalnim i ekonomskim odnosima, do pokretanja zamašne grčke kolonizacije širom Mediterana te do izgradnje i učvršćivanja polisa kao osnovnog duštvenog i državnog okvira u Heladi. Drugi uzrok nalazimo u epohalnoj promeni u glazbi – otkriće harmonije i usavršavanje glazbenih instrumenata. Kada su Grci prodrli u tajne glazbe, ona je kod njih u širem smislu obilježavala razvitak velikog dijela duhovnog života, pa je izraz ἀνὴρ μουσικός (= glazbeni čovjek) nasuprot izraza ἀνὴρ ἄμουσος (= neglazbeni čovjek) označavao obrazovanog čovjeka. Glazba je imala važan položaj u grčkoj kulturi, i sva se grčka lirika razvijala uz nju: u najstarije vrijeme nema pjesme bez glazbe niti glazbe bez pjesme. Cjelokupna je grčka glazba nažalost propala, ali znamo da su među najčešćim glazbenim instrumentima bili lira, kitara, forminga i frula.
Naziv lirika stvoren je u vrijeme aleksandrijskih filologa i označava prvobitno samo one starogrčke pjesme koje su se pjevale uz pratnju žičanih instrumenata, i to prije svega lire sa sedam žica – sami Grci arhajskoga doba umjesto ovoga imena koristili su stari naziv melika (od μέλος = pjesma). Ta se melika dijelila na monodijsku liriku i korsku liriku: osim što su se razlikovale po metrima koji su se u njima obično upotrebljavali, ove dve vrste lirike karakteriziralo je to što je prva bila namijenjena solo pjevanju, a druga zborskom izvođenju. Aleksandrijski su filolozi, dakle, u svom kanonu starogrčke lirske poezije obuhvatili samo meliku, tj. monodijske liričare Alkeja, Sapfu i Anakreonta i korske liričare Alkmana, Stezihora, Ibika, Simonida, Bakhilida i Pindara. Međutim, mi danas u grčku liriku ubrajamo i recitativne oblike poezije: elegiju i jamb.

#### Elegija
Vanjska oznaka elegije kojom se razlikovala od drugih pjesničkih vrsta je posebna metrička građa, tzv. elegijski distih. Elegija, kako se čini, nastaje u Maloj Aziji kao tužaljka i naricaljka, da bi se u kopnenoj Grčkoj često preobrazila u svojevrsni bojni poklik. Grčka se elegija najprije i razvila u onom kraju i plemenu gdje je epska poezija dostigla vrhunac, tj. kod maloazijskih Jonjana. Iz epa je uzela oblik, a iz svakodnevnog života sadržaj. Ratni užas i navala sjevernog naroda Kimerana u Malu Aziju potakli su pjesničko stvaralaštvo Kalina (Καλλῖνος), koji se ubraja među najstarije elegičare i koji je živio negdje u prvoj polovici 7. stoljeća pr. Kr. Od njega nam se sačuvao, osim nekoliko fragmenata, početak jedne elegije u kojoj je pozivao svoje sugrađane na oružje protiv neprijatelja: to je pravi, glasan i žestok ratni poklik, a sadrži ujedno sjajnu pohvalu dobrom borcu koji se ne plaši smrti, te junački pada u borbi. Ratničku elegiju pisao je i Tirtej (Τυρταῖος), koji se prema legendi preselio iz Atene u Spartu i tamo tijekom drugog mesenskog rata (645. – 628. pr. Kr.) svojim pjesmama tako raspalio vojnike da su Spartanci njemu pripisivali zasluge za pobjedu nad Mesenjanima. Tirtej je, osim elegija koje je pisao u dorskom dijalektu, pisao i opomene ili savjete (ὑποθῆκαι), i to u jonskom dijalektu s nešto dorizama. Njegova je poezija ratna i građanska: glavni su mu motivi odlučna borba protiv neprijatelja, smrt za domovinu i uspoređivanje junaka s kukavicom i njihove različite sudbine.
Sasvim je drugačiji elegičar Mimnermo (Μίμνερμος, druga polovina 7. stoljeća pr. Kr.), najvjerojatnije iz Kolofona, čija je poezija usredotočena na osobne osjećaje koji su bili uslovljeni i prilikama u kojima je pjesnik živio. Njegova je poezija melankolična i ljubavna. Ljubav, uživanje i radost za pjesnika su željena dobra kojima se on veseli, dok se melankolija uvlači kada on pomisli da je lijepoj mladosti suđeno da procvate i prođe, a umjesto nje će doći starost, bolest i smrt. Zbirka Mimnermovih intimnih pesama nazvana je po sviračici Nani (Ναννώ) koju je pjesnik snažno ljubio. Mimnermovi stihovi, napisani uglavnom epskim dijalektom, puni su čežnje i odzvanjaju glazbom.
Pjesmama s društveno-političkom tematikom vraća se Atenjanin Solon (Σόλων, oko 638. – 558. pr. Kr.), veliki zakonodavac i reformator atenskoga ustava. On je u elegijama i jambima izložio svoje etičke ideje i refleksije, objašnjenja i opravdanje vlastitoga političkog rada. Prije no što se 594. pr. Kr. kao arhont eponim prihvatio reformatorskoga posla, svojom elegijom Salamina potakao je Atenjane da zauzmu otok Salaminu koje su tada držali Megarani i suzbijali slobodu atenske trgovine. Ukupan Solonov pjesnički rad obuhvaćao je oko 5,000 stihova, danas sačuvanih samo fragmentarno, koji su pisani uglavnom u jonskom i epskom dijalektu s dosta atičkih elemenata. Pored Salamine, u njegov pjesnički opus ulaze Opomene Atenjanima, elegije u kojima Solon opravdava i objašnjava svoj reformatorski rad, te Opomene samome sebi, u kojima izlaže svoja etička shvaćanja.
U drugoj polovini 6. stoljeća pr. Kr. živi i djeluje Teognid (Θέογνις), elegijski pjesnik iz Megare, od kojeg nam je sačuvano 1,389 stihova. To su sentencije i fragmenti koje je neko sakupio iz njegovih elegija, s gnomskom i moralnom tendencijom, ali ni ti stihovi nisu svi Teognidovi, nego su vremenom bili njima dodati i neki stihovi drugih pjesnika. O Teognidu se zna tek toliko da je bio aristokratskog porijekla i uvjerenja, te da je sudjelovao u sukobima između aristokrata i demosa koji su razdirali njegovu zemlju. Kako je iz tih sukoba na kraju demokratska stranka izašla kao pobjednik, aristokrati su morali bježati iz Megare, a među njima i Teognid, koji otada živi na Siciliji, na Eubeji i u Sparti. Sve ove političke borbe i teškoće našle su odraza u Teognidovim elegijama, čiji glavni dio čine ὑποθῆκαι (= opomene), koje su upućene mladom plemiću Kirnu, pjesnikovom eromenosu, i koje su ponegdje ispunjene žarom, strašću i bolom zbog iskustva čovjeka koji je život proveo u neprekidnoj borbi, u nevolji i siromaštvu. Moralna pouka Teognidova uglavnom je pesimistična: mladost i sam život su nestalna dobra, smrt i siromaštvo vrebaju na svakom koraku, dobri propadaju, a zli trijumfiraju. Ipak, pomisao na smrt izaziva kod pjesnika uživanje u radosti i mladosti, pa u njegovoj poeziji nalazimo i veselih trenutaka.
Suvremenik je Teognidov bio Fokilid (Φωκυλίδης), čije elegije i pjesme u tetrametrima imaju didaktički karakter, ali se ne odlikuju dubokim sadržajem kao Solonove ili Teognidove elegije. U sačuvanom fragmentu od osam stihova oponaša Semonida Amorginca i u satiri na žene razlikuje četiri vrste žena: jedna je nastala od kuje, druga od pčele, treća od svinje, a četvrta od kobile, pri čemu je dakako najbolja ona koja potiče od pčele. Na osnovu malog broja fragmenata ne može se dati prava i potpuna karakteristika Fokilidove poezije. U drugoj polovici 6. stoljeća pr. Kr. živio je i prvi grčki pjesnik-filozof, Ksenofan (Ξενοφάνης ὁ Κολοφώνιος, oko 565. – oko 473. pr. Kr.), koji je po tradiciji bio osnivač elejske filozofske škole. Pored epskih poema Osnivanje Kolofona i Naseljavanje Eleje, pisao je elegije te prvi u grčku književnost uveo novu vrstu poezije pod nazivom Σίλλοι (= Rugalice), gdje je na satirički način oštro kritizirao i ironizirao narodna vjerovanja i ljudske mane. Ksenofan nije veliki pjesnik, ali je oštrom kritikom tradicionalne percepcije antropomorfnih božanstava i religijskih vjerovanja i obreda uopće jačao vjeru ljudi u njihove vlastite snage i poticao ih na samopromišljanje.

#### Jambografija
Jambsku poeziju pratila je glazba, ali se nije pjevalo: to je bila tzv. παρακαταλογή, tj. ritmička recitacija s glazbenom pratnjom, a glazbeni instrumenti bili su jambika i klepsijamb. Svi jambografi bili su porijeklom Jonjani, pa je i njihov dijalekt jonski, ali vrlo blizak atičkom dijalektu. Jamb dopušta čitav niz različitih tonova, od smijeha do poruge i prezira, s lirizmom u kojem osobnost dolazi do takvog izražaja kakav elegija nije poznavala. Najstariji je i istovremeno najsnažniji pjesnik jamba bio Arhiloh (Ἀρχίλοχος) s otok Farosa, koji je živio u 7. stoljeću pr. Kr., burnim i nemirnim životom, punim nevolja i pustolovina, kako se vidi i iz sačuvanih fragmenata. Izgubivši svu imovinu, preselio se na Tasos i tamo stupio kao plaćenik u vojsku Tasošana koji su ratovali s Tračanima, ali bezuspješno, pa se pjesnik vratio na Faros. Zna se da je ponovo bio vojnik i da je poginuo u borbi protiv Naksošana. Čovek žestoke ćudi, nagle i iskrene, uvijek spreman da napada jambima, često i oštrim, protivnike i sve one koji su mu se zamjerili – takav utisak stičemo o Arhilohu iz sačuvanih fragmenata. Pjesnik zna biti i duboko osjećajan i plemenit, ali strasna i neuzvraćena ljubav prema Neobuli, kćerki faroskog aristokrata Likamba, koja je proizvela istinski nježne i osjećajne ljubavne pjesme, pretvorila se u bijesnu mržnju kad je Likamb odbio pjesniku dati svoju kćerku za suprugu. Otada ih je Arhiloh oboje napadao tako oštrim i zajedljivim pjesmama, da im – prema legendi – nije preostalo drugo do da se objese. Arhilohova poezija bila je raznovrsna i kretala se od dražesnih i plemenitih slika do najžešće ironije i prostote. Arhilohov uticaj na potonje grčke liričare bio je ogroman, a među rimskim pjesnicima posebno se na njega ugledao Horacije.
U 7. stoljeću pr. Kr. živio je i Arhilohov suvremenik Semonid Amorginac (Σημονίδης ὁ Ἀμοργινός), rođen na Samosu i osnivač kolonije na otoku Amorgosu. Pisao je elegije i jambe, od kojih su sačuvani fragmenti, iz kojih se vidi da mu je poezija bila poučna i refleksivna. Najpoznatiji je ipak po jambskoj satiri O ženama (Περὶ γυναικῶν), gdje duhovito i ironično ocrtava deset tipova ženskog karaktera, koje izvodi iz različitih životinja i elemenata: prljava žena potiče od svinje, lukava od lisice, brbljiva od kuje, troma i lijena od zemlje, prevrtljiva od mora itd. Pogled na život što ga iskazuje ovaj mizogini pjesnik prilično je pesimističan: bolest, starost, rat, brodolomi i samoubojstva – to je prevladavajući okvir njegove životne stvarnosti. Otprilike jedno stoljeće kasnije živio je Hiponakt (Ἱππῶναξ) iz Efeza, čije je stvaralaštvo cvetalo oko polovine 6. st. pr. Kr.. On je prvi sasvim izgrađeni pjesnik realist, pravi i iskreni pjesnik-prosjak, označen kao pjesnik najbjednijih društvenih slojeva. Od njegove pjesničke produkcije najznačajniji su jambi, od kojih su sačuvani samo fragmenti, ali se iz njih može rekonstruirati niz situacija i tipova, npr. gozba gdje se pije iz vedra, javne kuće s prostitutkama, smrdljive krčme pune insekata, trg s prizorima telesnih kazni. Pjesmama kao glavni likovi prevladavaju siromasi, surovi i goli koji drhte od hladnoće, među njima i sam pjesnik. Hiponaktova poezija je nesporedna, silovita, oštro individualizoirana, realistična, gorka, ponekada podrugljiva i ironična, pa se može smatrati dalekim prethodnikom kiničkog morala.

#### Monodija
Usporedo s elegijom i jambom prilagođavale su se i druge vrste narodne poezije temama koje je isticalo doba raslojavanja grčkoga društva. Tako se i grčka melika razvijala u vezi sa životom naroda i folklornim pjesmama, a korak dalje u obradi subjektivnih osjećanja i crta osobne biografije načinili su eolski pjesnici, čije je književno i glazbeno središte bilo otok Lezbos. S ovog otoka je i Alkej (Ἀλκαῖος, rođen oko 630. pr. Kr.), čiji su rodni grad Mitilenu razdirale unutarnje borbe, te se aristokratska oligarhija jedva odupirala demokratskoj stranci. U tim je borbama sudjelovao i aristokrat Alkej, koji se borio protiv demokratskih tirana i sudjelovao u zavjeri koja je dovela do ubojstva tiranina Melanhra 612. pr. Kr., ali je novi tiranin Mirsil prognao Alkeja. Kad je i Mirsil pao i na vlast došao mudri Pitak, pjesnik je nastavio s borbom i zavjerama. Pitak se, međutim, nakon deset godina dobrovoljno odrekao vlasti, te se Alkej vratio u domovinu gdje je mirno živio do kraja života. Njegove su pjesme filolozi podijelili na političke i ratničke pjesme (στασιωτικά), ljubavne (ἐρωτικά), vinske (συμποτικά ili σκόλια) i himne bogovima, ali nijedna njegova pjesma nije do nas došla potpuna. Ipak, iz oko 150 sačuvanih fragmenata, vidimo da je Alkejev stil bio uzvišen i kratak, dražestan i snažan, posebno u političkim pjesmama koje su u sebi imale govorničku žestinu (plerumque oratori similis, kaže rimski pisac Kvintilijan), ali iskrenu i bez opterećujuće retorike. U političkim pjesmama žestok, vatren, neobuzdan i beskompromisan, Alkej u drugim pjesmama pjeva i o veselju na gozbama i o ljubavi: božanska Dionizova tečnost našla je u njemu sjajnoga i vatrenoga pristalicu. Mnoge njegove pjesme ispjevane su u alkejskoj strofi, nazvanoj po njemu.
I najslavnija grčka pjesnikinja Sapfa (Σαπφώ, druga polovina 7. stoljeća pr. Kr.) bila je s otoka Lezbosa. Njezina je obitelj pripadala aristokraciji, pa se Sapfa, kada je oko 596. pr. Kr. vladajuća demokracija protjerala plemstvo, sklonila na Siciliju, odakle se vratila kada je Mitilenom zavladao Pitak. O Sapfi su kolale mnoge legende: da je ružna, da se bacila s Leukadske stijene jer joj mladić Faon nije uzvraćao ljubav, te da je naprotiv bila lezbijka – po njoj je, najzad, i nazvana istopolna ljubav između žena. Nevezano za legende, iz njene je poezije vidljivo kako je Sapfa znala snažno ljubiti. Okupljala je oko sebe mlade devojke koje je poučavala glazbi i poeziji, pa je zato svoj dom nazvala "kućom Muza". Alkej ju je zvao "čistom" (ἄγνα), Platon ju je nazvao "desetom Muzom", a Strabon "nečim čudnovatim" (θαυμαστόν τι χρῆμα). Njene su pjesme antički filolozi svrstali prema metru u devet knjiga, uz zasebnu knjigu epitalamija (svadbenih pjesama). Najbolje su joj i umjetnički svakako najvrednije bile ljubavne pjesme, pisane u safičkoj strofi, nazvanoj po njoj. Sapfina poezija odiše dubokim ljubavnim žarom, prožeta je lijepim mislima, puna ljupkih slika i ispjevana lijepim jezikom i savršenim stilom. Ljubav, cvijeće, noć puna mjesečine, priroda, zvuk, boja – to su motivi i slike koji se skladno razlivaju u njenim stihovima.
Nakon eolske melike javlja se jonska s Anakreontom (Ἀνακρέων, rođen oko 570. pr. Kr.), Jonjaninom iz grada Teosa na maloazijskoj obali. Kad je Kir Stariji osvojio Teos oko 545. pr. Kr., iselio se Anakreont s još nekim sugrađanima u grad Abderu u Traciji, a kasnije ga nalazimo na dvoru samoskog tiranina Polikrata, koji je tada bio na vrhuncu moći i sjaja. Nakon Polikratova ubojstva, doveo je Anakreonta u Atenu Hiparh, Pizistratov sin, a kada je oko 514. pr. Kr. i Hiparh pao s vlasti, o Anakreontovu životu ne znamo ništa pouzdano: po nekima je živio kod Aleuada Ehekratida u Tesaliji, a po drugima opet u Teosu. Po predaji, umro je kao starac u 85. godini u Abderi. Premda Jonjanin, Anakreont je bio pravi nastavljač subjektivne eolske poezije Alkejeve i Sapfine, iako ne s tako dubokom osjećajnošću. Njegova poezija, od koje je sačuvano samo oko 100 kratkih fragmenata, ima pretežno erotski i simpotički karakter i slavi Dioniza i Erosa. Dva sačuvana fragmenta bila su dio himni posvećenih Dionizu i Artemidi, a pisao je i elegije, jambe i epigrame. Sadržaj Anakreontovih pjesama je bezbrižno uživanje života, ali erotika mu nije neposredna i duboko proživljena kao kod Eoljana: žar njegove strasti je veliki, ali brzo gasne. Ipak, Anakreontovo pjesništvo vedrog i ugodnog raspoloženja steklo je veliku popularnost već u antici, pa su se kasniji pjesnici ugledali na njega pjevajući pjesme istoga sadržaja: sačuvano je oko 60 takvih pijesmica lagodnog sadržaja nazvanih Anacreontea (Ἀνακρεόντεια). Na njega se ugledao i veliki rimski pjesnik Horacije.

#### Zborska lirika
Iz Sarda u Lidiji bio je Alkman (Ἀλκμάν, druga polovina 7. stoljeća pr. Kr.), ali je živio u Sparti, gdje je sastavljao himne, peane (svečane obredne pjesme u Apolonovu čast), hiporheme (vesele i živahne plesne pjesme uz pratnju kitare ili frule), sholije (gozbene pjesme) i erotske pjesme, ali se najviše proslavio partenijima, pjesmama koje su u čast bogova pjevali djevojački zborovi. Od oskudnih fragmenata koji su došli do nas najduži je odlomak od stotinu stihova iz pjesme koja je, kako se čini, nastala u čast Dioskura i Artemide, ali u kojoj pjesnik od pohvale boginji naglo prelazi na pohvalu ljupke ljepote djevojaka, sudionica zbora, prožetu sjanim slikama iz njihovih svakodnevnih života. Ni o Stezihoru (Στεσίχορος, kraj 7. i početak 6. stoljeća pr. Kr.), koji se možda rodio u Metauru u južnoj Italiji ali je živio u Himeri na Siciliji, nije moguće dati neki određeni sud, jer se sačuvalo premalo fragmenata, od kojih najduži ima šest stihova. Ovaj pjesnik, kome se pripisuju inovacije u glazbi i metrici – među kojima je najvažnija bila podijela zborske pjesme na trijade koje čine strofa, antistrofa i epoda – obrađivao je i narodne priče lokalnog karaktera o strastvenim i nesretnim ljubavima, npr. o pastiru Dafnisu koga je zbog nevjere oslijepila ljubomorna nimfa. Iz južne Italije bio je i Ibik (Ἴβυκος, početak 6. stoljeća pr. Kr.) iz grada Regija, koji je međutim veliki dio života proveo na dvoru samoskog tiranina Polikrata, gdje je upoznao i Anakreonta. Uz vrlo oskudne fragmente sačuvan je jedan veći odlomak na papirusu koji sadrži pohvalu Polikratova mladog sina. U antici je Ibik bio cijenjen kao pjesnik enkomija, tj. pohvalnih pjesama u čast znamenitih suvremenika, i homoerotskih pjesama u kojima je iznosio vatrenu ljubavnu strast prema mladićima.
Simonid Kejanin (Σιμωνίδης, 556. – 468. pr. Kr.) rodio se na otoku Keosu, živio na dvorovima različitih tirana (Pizistratidi u Ateni, Skopadi u Kranonu i Aleuadi u Larisi u Tesaliji) i umro u dubokoj starosti u Agrigentu na Siciliji. Na početku grčko-perzijskih ratova nalazio se u Ateni, gdje je postao pjesnikom borbe grčkog naroda protiv Perzijanaca: opjevao je sve grčke pobjede i proslavio u elegijama junake poginule u borbama kod Termopila, Maratona, Salamine i Plateje. Zborske pak pjesme zahvaćale su sve dotada poznate vrste: enkomije, ditirambe (pjesme u čast Dioniza), partenije, peane i himne, a bio je poznat i kao jedan od stvaralaca nove vrste poezije – epigrama. U antici je Simonid bio naročito poznat po dubini osjećaja koje je svojim tužaljkama umio pobuditi kod slušalaca.
Simonidova lirika s jasnim i jednostavnim stilom te živim slikama i jakim osjećajima, nadahnutim blagim pesimizmom, otvorila je u grčkoj književnosti novi horizont na kome blistaju Bakhilid i Pindar. Bakhilid (Βαχυλίδης, oko 518. – 450. pr. Kr.), nećak Simonida Kejanina, rodio se na otoku Keosu. O njegovom se životu ne zna mnogo, ali izgleda da je bio u Ateni, u Tesaliji, na Egini i u Sirakuzi na dvoru Hijerona, gdje se nadmetao s Pindarom u slavljenju Hijeronovih pobjeda u grčkim narodnim natjecanjima. Sve do kraja 19. stoljeća od njegovih smo pjesama imali tek neznatne fragmente, ali je 1896. na egipatskim papirusima pronađeno 14 epinikija (pjesama u čast pobjednika na atletskim natjecanjima) i 6 ditiramba, pa nam je sada Bakhilid poslije Pindara najbolje poznati zborski liričar. Bakhilidov epinikij ima istu strukturu kao i Pindarov, tj. aktualnost – mit– aktualnost. Bakhilidovi ditirambi nalikuju baladama jer se u njima epizode iz mitova razrađuju na lirski način. Zanimljiv je ditiramb Tezej (Θεσεύς), koji je cijeli u obliku dijaloga između Tezejeva oca Egeja i zbora koji čine Atenjani.
Pindar (Πίνδαρος, 522. ili 518. – 442. pr. Kr.) iz Kinoskefala kod Tebe potjecao je iz ugledne aristokratske obitelji, pa mu je čitavo pjesništvo duboko prožeto duhovnim idealima grčke aristokracije. Pindarov pjesnički rad, vrlo bogat i raznolik, obuhvaćao je sve vrste zborske lirike: himne, peane, ditirambe, prozodije (ophodne pjesme), partenije, hiporheme, enkomije, trenose (tužbalice za mrtvima) i epinikije. U potpunosti je, pored fragmenata, sačuvano 44 epinikija ili oda, koje se prema mjestu na kome je postignuta pobjeda dijele u četiri grupe: Olimpijske (Ὀλυμπιονῖκαι), Pitijske (Πυθιονῖκαι), Nemejske (Νεμεονῖκαι) i Istamske (Ἰσθμιονῖκαι). Pindarove ode, koje odlikuje velika raznolikost ritma i metričkih oblika, strukturirane su redovno prema uobičajenoj shemi aktualnost – mit – aktualnost. Ali pjesnikova pažnja zaustavlja se na vanjskim obilježjima atletske pobjede: samo natjecanje nikada ne opisuje. Slijedi nagli prijelaz u područje mita (tzv. pindarski let), koji zahvaća najduži dio ode i gdje najviše dolazi do izražaja pjesnikov duh, njegovi pogledi na život i njegovi ideali. Duboko religiozan, Pindar iz mita uklanja sve negativne crte heroja i bogova. Veliku slavu postigao je već u antici, smatran često najvećim grčkim liričarem kome je pripalo prvo mjesto u kanonu alkesandrijskih filologa, a neposredan njegov utjecaj naročito je vidljiv u zborskim dijelovima tragedije.

### Prozno stvaralaštvo
Počeci književne grčke proze padaju u 6. stoljeće pr. Kr., premda se ona upotrebljavala i ranije za potrebe svakodnevnog života, pisanje zakona, ugovora, za popise pobjednika na narodnim igrama, popise svećenika i činovnika te za natpise svake vrste. Proza je nastala u Joniji, gdje su se tada nalazili najnapredniji i najbogatiji gradovi u cijelom grčkom svijetu. Jonjani su bili pažljivi promatrači prirode i prvi su, u obliku kratkih sinteza, pokušali ponuditi odgovore na teške probleme koje im je postavljala priroda: tako su nastale filozofija i znanost. Jonski filozofi otvorili su novu eru u filozofiji pitanjem o prapočetku svega što postoji, pitanjem o bitku. Jonjani kao prvi prozni pisci pišu svojim jonskim dijalektom, koji se ustalio kao jezik najstarije grčke proze. Već se u antici raspravljalo je li prvi prozni pisac bio povjesničar Kadmo iz Mileta (početak 6. stoljeća pr. Kr.) koji je sastavio spis Osnivanje Mileta i cijele Jonije ili njegov suvremenik, filozof Ferekid sa Sirosa sa svojim kozmogonijskim spisom Heptamih (= Pećina sa sedam skrovišta).
Prvi pravi grčki filozofi i začetnici znanosti bila su trojica Milećana, čija učenja čine tzv. miletsku školu. Prvi od njih, Tales (Θαλῆς ili Θάλης, 624. – 547. pr. Kr.) – koji izgleda nije ostavio ništa napisano – kaže da je prauzrok svega u prirodi voda, Anaksimen (Ἀναξιμένης, sredina 6. stoljeća pr. Kr.) smatra da sve stvari nastaju zgušnjavanjem i razrijeđivanjem zraka, dok je najapstraktniji odgovor dao Anaksimandar (Ἀναξίμανδρος, 610. – 547. pr. Kr.), koji prauzrokom svega smatra neodređenu materiju zvanu apeiron (ἄπειρον), iz koje zbog suprotnosti toplo-hladno nastaje svijet. Anaksimandar je nešto stariji od Anaksimena i sastavio je prvi filozofski spis, pod naslovom O prirodi (Περὶ φύσεως), a zatim je i Anaksimen svoje misli zapisao u jednom spisu istoga naslova. Šestom stoljeću pripada i Pitagora (Πυθαγόρας), koji nije ostavio ništa napisano i koji smatra da harmonija, koja vlada svijetom, proizlazi iz određenih brojevnih odnosa koji vladaju svijetom: broj je savršenstvo. Pitagora je izvršio ogroman utjecaj na antičku filozofiju i znanost, što neposredno što preko svoje pitagorejske škole.
Najstariji grčki povjesničari i geografi obično se nazivaju logografima (λογογράφος = prozni pisac), a tako su se u Ateni nazivali i oni govornici koji su za svoje klijente sastavljali sudske govore. Najvažniji logograf bio je Hekatej (Ἑκαταῖος) iz Mileta, koji je živio za vrijeme perzijskog kralja Darija Velikog (vladao 525. – 486. pr. Kr.) i koji je napisao dva djela: Genealogije (Γενεαλογίαι) s pričama o mitskim junacima gdje je nastojao unijeti i nekog kronološkog reda i naivnim racionalizmom ukloniti pojedinosti koje su mu se činile nevjerojatnima, te Opis Zemlje (Γῆς περίοδος) s geografskim opisima Europe i Azije te podacima o narodima i njihovim običajima.
Prvim piscem europske basne smatra se Ezop (Αἴσωπος, 6. stoljeće pr. Kr.), premda se korijeni basne kao književne vrste nalaze u dalekoj prošlosti i možda su nastali u Indiji. Ezop je bio rodom iz Frigije u Maloj Aziji i kao rob služio je više gospodara. Kako se čini, on svoje basne nije pisao, već ih je pričao u prozi, a kasnije su se širile usmenom predajom i u svojoj jezgri sačuvale su se u dosta neiskvarenom obliku. Međutim, tijekom stoljeća svaka se basna počela pripisivati njemu, pa je pod Ezopovim imenom sačuvan čitav zbornik basana. Svaka Ezopova basna je prava mala drama sa zapletom, kulminacijom i raspletom, često odiše svežim humorom, a svoju etičku i pedagošku vrijednost čuva i danas.

## Klasično razdoblje
U drugoj polovini 6. stoljeća pr. Kr. Jonija pada pod ahmenidsku perzijsku vlast i gubi prvenstvo u kulturnom razvoju grčkoga svijeta, koje će otada pa tijekom čitavog 5. i 4. stoljeća pr. Kr. pripadati Ateni. Kulturna hegemonija Atene tako se potpuno podudara s njenom političkom hegemonijom, koja je započela sjajnim atenskim pobjedama kod Maratona, Salamine i Plateje tijekom grčko-perzijskih ratova i učvrstila se izgradnjom Atenskog pomorskog saveza. Atička književnost u 5. stoljeću pr. Kr. obrađuje različita pitanja koja su postavljale suvremene društvene i političke prilike – državnu politiku, moral, privredu – a u središtu svih tih pitanja nalazi se čovjek, njegov položaj i uloga u društvu, kao i njegova moralna odgovornost za odluke koje donosi. Osnovna su obilježja klasične književnosti bliska povezanost s narodom, obrada svakodnevnih životnih problema, monumentalnost i humanizam. Od književnih vrsta glavno mjesto zauzima drama – tragedija i komedija – koja, uz Homerove epove, predstavlja najvažniji doprinos Grčka europskoj književnosti.

### Tragedija
Pravim tvorcem grčke tragedije smatra se Eshil (Αἰσχύλος, 525. – 456. pr. Kr.), rođen u Eleusini blizu Atene, koji je uveo drugoga glumca i smanjio ulogu zbora, a kasnije je od Sofokla preuzeo i trećega glumca. Građu za svoje tragedije uzimao je iz bogate riznice grčke mitologije, a naročito je rado obrađivao domete ljudske sudbine kojom upravljaju božanska pravda i viječni zakoni kojima se ljudi moraju pokoravati. Pored Sedmorice protiv Tebe (Ἑπτὰ ἐπὶ Θήβας) o borbi Edipovih sinova Eteokla i Polinika i Okovanog Prometeja o kazni koju Prometej trpi od Zeusa zbog svoje pomoći ljudskom rodu, Eshil je autor i jedine sačuvane trilogije u grčkoj književnosti, pod naslovom Orestija (Ὀρέστεια), koja obrađuje tragediju Atrejeva roda, gdje grozni zločini uzrokuju nove zločine. Prvi dio trilogije je Agamemnon (Ἀγαμέμνων) koja govori o tome kako Agamemnona po povratku iz Troje ubijaju njegova žena Klitemnestra i njen ljubavnik Egist, zatim slijedi Žrtva na grobu ili Hoefore (Χοηφόροι) o tome kako Agamemnonov sin Orest na Elektrin nagovor ubija majku da bi osvetio mrtvoga oca, a trilogija se završava tragedijom Eumenide (Εὐμενίδες) koja govori o tome kako Oresta zbog ubojstva majke proganjaju Erinije, koje na nagovor Atene i nakon izmirenja i zadovoljenja pravde postaju blage (Eumenide).
Mlađi suvremenik Eshilov bio je Sofoklo (Σοφοκλής, 495. – 406. pr. Kr.), rođen u Kolonu blizu Atene, pravi predstavnik Periklova doba. Na scenu je uveo i trećega glumca, čime je povećao dramatiku radnje, a broj članova zbora povećao je s dvanaest na petnaest. U odnosu na Eshila, Sofoklo karaktere svojih likova crta s mnogo više pažnje i trudi se da im dâ što više ljudskih svojstava te složeniji i bogatiji duhovni život. Tragedija Elektra (Ἠλέκτρα) govori o Agamemnonovoj kćerki Elektri koja živi za osvetu očekujući brata Oresta da ubije majku Klitemnestru. Najbolja mu je drama Kralj Edip (Οἰδίπoυς τύραννoς) koja govori o tome kako je tebanski kralj Edip u neznanju ubio svog oca, oženio se vlastitom majkom te na vrhuncu slave i moći, istražujući uzroke kuge, otkriva strašan grijeh u kojem živi te oslijepljuje sama sebe i odlazi u dobrovoljno izgnanstvo. Antigona (Ἀντιγόνη) govori o Edipovoj kćerki Antigoni koja nakon smrti braće Eteokla i Polinika želi po božanskom zakonu pokopati brata Polinika koji se borio protiv grada, što kralj Kreont zabranjuje i Antigonu kažnjava smrću, što prouzrokuje i njegovu vlastitu propast. Edip na Kolonu (Oι̉δίπoυς ἐπὶ Κολωνῷ) govori o slijepom izgnaniku Edipu koji, po Apolonovom uputstvu, kod Kolona traži smirenje i očišćenje od grijeha, i to na samrti i dobiva, zahvaljujući i atenskom kralju Tezeju. Sačuvane su još drame Ajant (Αἴας) o ludilu koje je spopalo Ajanta nakon što je Ahilejevo oružje dosuđeno Odiseju, Trahinjanke (Tραχίνιαι) o tome kako Dejanira nehotice ubija svoga muža Herakla, te Filoktet (Φιλοκτήτης) o tome kako Grci polazeći na Troju ostave Filokteta na otoku Lemnosu jer mu se iz rane širi nepodnošljiv smrad, ali kasnije shvate da ne mogu osvojiti Troju bez Heraklova luka i strijela koje se nalaze kod Filokteta, te ga posjećuju Odisej i Neoptolem, koji međutim ne uspiju dobiti to važno oružje, pa se pojavljuje sam Heraklo kao deus ex machina i naređuje Filoktetu da im preda oružje i sam pođe u Troju.
Treći veliki tragični pjesnik Euripid (Εὐριπίδης, oko 480. – 406. pr. Kr.) rodio se na Salamini, ali je veći dio života proveo u Ateni. Euripid je predstavnik novog doba koje nastupa oko sredine 5. stoljeća pr. Kr., kada počinje kriza atenske demokracije i kada nastupa nova generacija koja je pod utjecajem naprednog učenja sofističke i materijalističko-atomističke filozofije. Čovjek i sudbina ostaju glavni problemi kod Euripida, ali ih on riješava u duhu svog vremena. Jedan odlomak iz Euripidovog Belorofonta glasi: "Ako bogovi čine nešto sramotno, nisu bogovi". Euripid, dakle, religiju mjeri moralom i vodi teomahiju, tj. borbu protiv konvencionalnih i antropomorfnih bogova, koji su moralno prevrtljivi i nedosljedni. Ali to nije ateizam, nego religiozna prosvijećenost, koja ima čistije i uzvišenije predstave o suštini božanstva. Euripid prvi u dramu unosi psihološku analizu likova, otkrivajući dotad nepoznat svijet duhovnog i emocionalnog života, u kome se strast pojedinca sukobljava s općim principima već ustaljenog običaja i mišljenja. Poseban Euripidov značaj za svjetsku književnost zasniva se na njegovim ženskim likovima. Pored jedne satirske igre, sačuvalo nam se njegovih sedamnaest tragedija, među kojima se posebno izdvajaju četiri. Medeja (Μήδεια) obrađuje temu strastvene žene čija se ljubav pretvara u mržnju, koja je potiče na grozna djela, uključujući ubojstvo vlastite djece. Motiv strasti obrađuje i Hipolit ovjenčani (Ἱππόλυτος στεφανοφόρος), koji govori o tome kako Tezejevu ženu Fedru muči ljubav prema svom posinku Hipolitu, koja na kraju i nju i Hipolita odvodi u propast. Ifigenija među Taurijcima (Ἰφιγένεια ἡ ἐν Ταύροις) sagrađena je na intrigi: Agamemnonova kćerka Ifigenija trebala je biti žrtvovana u Aulidi, ali ju je spasila Artemida i učinila je svojom svećenicom u Tauridi, kamo sad stiže i njen brat Orest u pratnji prijatelja Pilada da bi se očistio od grijeha zbog ubojstva majke Klitemnestre. Ifigenija ga je, kao i svakoga stranca, morala žrtvovati, ali dolazi do prepoznavanja i oni se zajedno vraćaju u domovinu. Zanimljiva je Euripova Elektra jer obrađuje istu tematiku kao i Eshilove Hoefore i Sofoklova Elektra, ali na drugačiji način: Eshil se pita o opravdanosti ubojstva majke, Sofoklo to opravdava voljom bogova, a Euripid ubojce Oresta i Elektru prikazuje ne kao junake nego kao kolebljive i prestrašene nesretnike dostojne sažaljenja. Euripid se ubraja među najveće pjesnike svih vremena.

### Komedija
Premda je u antici postojalo i mišljenje da je riječ komedija (κωμῳδία) postala od dorske reči κώμη (= selo), zbog čega su Dorani iz Megare sebi prisvajali prvenstvo u pronalaženju ove pjesničke vrste, ipak je danas opće prihvaćeno drugo tumačenje, prema kojem taj termin potječe od riječi κῶμος = bučna družina veseljaka koji pripiti nakon gozbe u dionizijskoj razuzdanosti idu po gradu i pjevaju pjesme podrugljiva sardržaja. Grčka komedija, dakle, nastaje od improvizovanih početaka, i to od pjevanja faličkih pjesama tijekom ophoda u kojima se nosio falos (φαλλός = muški spolni organ, napravljen od duguljastog komada drveta presvučenog crvenom kožom) kao simbol plodnosti i rađanja ljudi, životinja i zemlje. Međutim, pre razvoja komedije u Ateni nezavisno od nje razvila se megarska farsa i dorska ili sicilijska komedija, koje su izvršile određeni utjecaj i na atičku komediju. Od 6. stoljeća pr. Kr. javljaju se u dorskim krajevima tipovi komičnih izvođača, koji se na Siciliji i u južnoj Italiji zovu flijaci (φλύαξ = brbljivac kojem govor provaljuje na usta). Ti izvođači prikazivalu su radnju zasnovanu na improvizovanom oponašanju hromih i grbavih staraca i starica, kradljivaca, lijekara šarlatana, budala, izjelica, seljaka itd. Tako se radnja i komika flijačke farse zasnivala uglavnom na fizičkim karakteristikama, razuzdanoj šali, prežderavanju, batinanju i svakodnevnim zgodama.
Megarska je komedija u osnovi flijačka, anonimna i prilično gruba, ali je dobila i svoju umjetničku obradu u djelima Epiharma (Ἐπίχαρμος, 528. – 438. ili 431. pr. Kr.) iz Sirakuze, kojem je Platon davao prvenstvo ispred atičkih komediografa. Od njegovih drama ostalo je 37 natpisa i oko 200 fragmenata. Neke su drame bile inspirisane Heraklom, npr. Heraklo na osvajanju pojasa (Ἡρακλῆς ὁ ἐπὶ τὸν ζωστῆρα), druge Odisejem, npr. Odisej dezerter (Ὀδυσσεὺς αὐτόμολος), a bilo je i drama vezanih za mit o Dionizu, za trojansku priču, kao i za Tezeja, Edipa i druge mitološke likove. Neke drame obrađivale su prizore iz svakodnevnog života, npr. Seljanin (Ἀγρωστῖνος), Grabeži (Ἁρπαγαί), Megaranka (Μεγαρίς) itd. Osnovne razlike između sicilijske i atičke komedije jesu u tome što sicilijska nema zbora i što njen obujam ne prelazi 300 – 400 stihova. Svojevrstan Epiharmov nastavljač bio je Sofron (Σώφρων, rođen oko 480. pr. n. e.) iz Sirakuze, o kome znamo vrlo malo. Sastavljao je mime, vrstu narodne lakrdije, u kojoj je oponašao smiješne i ponekad ozbiljne prizore iz svakodnevnog života. On je mimu dao umjetnički oblik i svoje mime podelio na muške i ženske, prema likovima koji se u njima javljaju.
U razvoju atičke komedije razlikuju se tri perioda: stara, srednja i nova komedija. Glavne odlike stare komedije jesu zbor kostimiran u neobične kostime, parabaza, oštra osobna poruga te obrada tema iz suvremenog političkog i društvenog života. Svoj umjetnički oblik komedija je dobila nakon tragedije, pa je i njena struktura djelomično oblikovana po uzoru na tragediju. O najstarijim atičkim komediografima, Hionidu i Magnetu, ne znamo gotovo ništa, dok je malo bolja situacija s Kratinom i Eupolidom, starijim Aristofanovim suvremenicima. Kratin (Κρατῖνος, 519. – 423. pr. Kr.) iz Atene napisao je 21 komediju, od kojih su sačuvani neki fragmenti. U nekim komedijama oštro je napadao Perikla i krug oko njega, dok u nekima parodira mitološke teme. Najoriginalnija mu je komedija Boca (Πυτίνη), u kojoj je prikazao samoga sebe: njegova zakonita žena Komedija prijeti mu razvodom braka jer ju je prevario s ljubavnicom Pijanstvom (Bocom), međutim posredovanjem prijatelja dolazi do izmirenja. Kratin je bio osnivač političke komedije koga je krasila velika i originalna pjesnička snaga. Atenjanin Eupolid (Εὔπολις, 446. – 411. pr. Kr.) napisao je 17 komedija, od kojih su također sačuvani neki fragmenti. Uglavnom je pisao komedije s političkom tematikom, napadajući Perikla i demagoga Hiperbola. Satira na društvene i političke običaje onoga vremena bila je komedija Gradovi (Πόλεις) koja je kritizirala atensku politiku prema saveznicima. Prema nekima, jedna od najboljih bila mu je komedija Općine (Δῆμοι): iz Hada dolaze Solon, Miltijad, Aristid i Periklo i pomažu teškom položaju Atene kažnjavajući zločince i doušnike.
Najveći grčki komediograf bio je Aristofan (Ἀριστσφάνης, oko 445. – 385. pr. Kr.) iz Atene, glavni predstavnik stare atičke komedije. Po svojim političkim i etičkim shvaćanjima Aristofan je konzervativan i brani stare običaje, kritizira novotarije i sofističku prosvjetu. Politički napadi upereni su uglavnom na demokratske državnike, a posebno su oštroj poruzi izvrgnuti demagozi – vođe radikalne demokracije. Predmet komedije ima fantastični karakter: najčešće se ostvaruje neki nemogući plan izmjene društvene stvarnosti, a satira se izlaže u obliku utopije, pa nevjerojatnost radnje stvara izrazito jak komički efekat. Od 44 komedije koje su se pripisivale Aristofanu sačuvano je jedanaest. Komedija Aharnjani (Ἀχαρνῆς, 425. pr. Kr.) prožeta je jakim antiratnim duhom i pjesnikovom strasnom željom za okončanjem peloponeskog rata, a govori o tome kako neki seljak sklapa za svoju obitelj separatni mir sa Spartom i uživa sve životne radosti. U Vitezovima (Ἱππῆς, 424. pr. Kr.) oštro se napada vođa radikalne demokracije Kleon koji je tada bio na vrhuncu moći. Oblaci (Νεφέλαι, 423. pr. Kr.) kritiziraju sofističko obrazovanje, predstavljajući Sokrata kao karikaturu sofistike i prikazujući nadmetanje Pravednog i Krivičnog govora, gdje prvi hvali staro i strogo odgajanje, a drugi dokazuje da nema pravde i da se zakoni mogu kršiti. Ose (Σφῆκες, 422. pr. Kr.) ismijavaju strast Atenjana za parničenjem prikazujući sudski proces protiv psa koji je ukrao sir. Komedija Mir (Εἰρήνη, 421. pr. Kr.) prikazana je nekoliko dana prije Nikijinog mira: jedan seljak odlazi na nebo da oslobodi boginju mira koju zarobljenu drži bog rata, oslobađa je i donosi za zemlju usprkos protivljenju proizvođača oružja. Najduhovitija je komedija Ptice (Ὄρνιθες, 414. pr. Kr.) koja parodira političke, socijalne i vjerske planove o poboljšanju svijeta: dva Atenjanina lete prema pticama i između neba i zemlje osnivaju ptičje carstvo, odakle će ptice vladati ljudima i bogovima. Ženska skupština u Tesmoforiju (Θεσμοφοριάζουσαι, 411. pr. Kr.) parodira moderne tragičke pjesnike, posebno Euripida, kojeg žene osuđuju na smrt zbog njegove mizoginije. Lizistrata (Λυσιστράτη = ona koja raspušta vojsku, 411. pr. Kr.) prikazana je poslije atenskog poraza kod Sirakuze i ima antiratnu tendenciju: žene zaraćenih strana uskraćuju spolne odnose svojim muževima i time ih prisiljavaju na sklapanje mira. Žabe (Βάτραχοι, 405. pr. Kr.) su napisane nakon Euripidove smrti: Dioniz, zabrinut zbog sudbine tragedije, odlazi u Had da dovede na svijet Euripida, a u drugom dijelu komada nadmeću se Eshil i Euripid citatima iz svojih tragedija, gdje pobjedu odnosi Eshil. Komedija Žene u narodnoj skupštini (Ἐκκλησιάζουσαι, 392. pr. Kr.) ismijava žene, koje umjesto narodnih demagoga preuzimaju državnu upravu i uspostavljaju zajedništvo imovine, žena i muževa: to je jedini eksperiment – kaže pjesnik – koji Atena još nije probala. U komediji Pluto (Πλοῦτος = Bogatstvo, 388. pr. Kr.) žali se pjesnik na nepravedno raspodeljeno bogatstvo, a naročito je uspjela scena nadmetanja Bogatstva i Siromaštva.
O srednjoj komediji, koja otprilike obuhvaća razdoblje od 385. do 330. pr. Kr., ne znamo gotovo ništa, ali je produkcija bila veoma bogata, s oko 800 komedija od 57 pisaca. Od svega toga, osim sasvim kratkih fragmenata i mnogo naslova, nije nam se sačuvalo ništa. Čini se da su najpoznatiji pisci srednje komedije bili Antifan (Ἀντιφάνης), Anaksandrid (Ἀναξανδρίδης) i Aleksis (Ἄλεξις). Tematika srednje komedija bila je raznovrsna: mitološka parodija, intrige i ljubavne zgode, prizori iz svakodnevnog života.
U novoj komediji, koja obuhvaća razdoblje od oko 330. pr. Kr. do oko 260. pr. Kr., zbor više ne sudjeluje u radnji nego svojim pjesmama ispunjava razmake između činova, osobni napadi su rjeđi i bezazleniji, upereni redovno protiv parazita, hetera i filozofa. Na strukturu radnje nove komedije posebno je utjecala tragedija, i to naročito Euripid. Osnovni motivi nove komedije su svakodnevni obiteljski život i ljubav: zaljubljeni mladić mora savladati razne prepreke kako bi došao do djevojke koju voli, a u tome mu pomaže njegov lukavi rob, koji nalazi izlaz iz svake teškoće. Motiv spašavanja djevojke spaja se s motivom izgubljenog i nađenog djeteta: silovana djevojka rađa i ostavlja dijete koje biva spašeno i na toj osnovi razvija se zamršena intriga koja dovodi do sretnog završetka. Najveći pjesnici nove komedije bili su Filemon, Difil i Menandar, ali od prve dvojice sačuvani su previše kratki fragmenti da bi se mogla dati ocjena o njihovoj umjetnosti. Menandar (Μένανδρος, oko 343. – oko 291. pr. Kr.) iz Atene napisao je 105 komedija, od kojih su sačuvani brojni kratki fragmenti, znatniji odlomci komedija Samljanka (Σαμία), Djevojka s podrezanom kosom (Περικειρομένη) i Parničari (Ἐπιτρέποντες), ali i jedna cijela komedija – Čovjekomrzac (Δύσκολος, 317. – 316. pr. Kr.). Osnovni motiv Menandrovih komedija je privatni život atenskih građana, naročito ljubav i savladavanje raznih prepreka ka sretnom završetku. Pjesnikova originalnost sastoji se u pronalaženju neočekivanih rješenja i manevriranju u strogim okvirima nove komedije. Pjesnik uspjeva da individualizira tipske likove (starca, mladića, roba, hetere, parazita itd.) i učini ih umjetnički uvjerljivim. Komedije često odišu sentimentalnošću i romantikom, humor je blag i diskretan, s malo čisto akcijskih scena. Menandar je, posebno preko svojih rimskih podražavatelja Plauta i Terencija, snažno uticao na europsku dramsku tradiciju do modernih vremena.

### Filozofija
U klasičnom razdoblju antička filozofija doživljava svoje najveće vrhunce. Od presokratskih filozofa kronološki je prvi Heraklit (Ἡράκλειτος, oko 535. – oko 475. pr. Kr.), koji je smatrao da je praelement svega vatra i da se osnovni zakon prirode sastoji u neprestanom nastajanju, u neprestanoj promjeni i kretanju koje se vrši sukobom suprotnosti, i koji – premda je pisao u prozi – svoje misli izražava u pravim pjesničkim slikama kratkim i jedrim stilom. Parmenid (Παρμενίδης, oko 515. pr. Kr.), glavni predstavnik elejske škole, svoje mišljenje o jednom, večnom, nepokretnom i nepromenljivom bitku izložio je u poemi O prirodi (Περὶ φύσεως), od koje su sačuvani oskudni fragmenti iz kojih se vidi da je bio osrednji pjesnik ali veliki mislilac. Zenon iz Eleje branio je i tumačio filozofsku misao svog učitelja Parmenida i u poznatim aporijama nastojao dokazati nemogućnost kretanja. Empedoklo (Ἐμπεδοκλῆς, oko 495. – 435. pr. Kr.) iz Agrigenta na Siciliji smatra se osnivačem atomizma, a pripisuju mu se dva epa u heksametrima: O prirodi (Περὶ φύσεως) i Očišćenja (Καθαρμοί), gdje objašnjava da se sve postojeće sastoji od četiri elementa – zemlje, vode, vatre i zraka, koje u pokret stavljaju dva suprotstavljena principa – ljubav i mržnja. Na ovu misao naslanja se Anaksagora (Ἀναξαγόρας, oko 500. – 428. pr. Kr.), ali je razvija u apstraktnije tumačenje: svijet se sastoji iz jednako djeljivih i nepromjenljivih čestica koje on zove homeomerije (τὰ ὁμοιομερῆ), a koje su nekada bile sastavljene u jednu masu, u cjelinu, ali ih je u pokret stavio svjetski um (νοῦς), prvi pokretač. Anaksagora je pripremio teren atomizmu Leukipa (Λεύκιππος), o kome ne znamo ništa pouzdano, i Demokrita (Δημόκριτος, oko 470. – oko 360. pr. Kr.), koji za bitak uzimaju atome (ἄτομος = nedeljiv, termin koji potiče od njih), koji se razlikuju po obliku, redu i položaju i nalaze se neprekidno u kretanju. Od Demokritovih 60 djela u jonskom dijalektu sačuvani su fragmenti. Svojom materijalističkom flozofijom Demokrit je preko Epikura uticao na sva duhovna strujanja u grčkom svijetu do kraja helenizma, a mnogo je pristalica imao i u Rimu. 
 Njegov je suvremenik bio i najveći antički liječnik Hipokrat (Ἱπποκράτης, oko 460. – oko 377. pr. Kr.), otac znanstvene medicine, pod čijim su imenom sačuvana 52 spisa, ali ne potiču svi od Hipokrata. U njima se mogu naći i genijalna predviđanja koje je moderna nauka potvrdila, npr. teorija o ustrojstvu ljudskog organizma, koja se zasniva na teoriji o četiri soka (krv, sluz, žuta i crna žuč) od kojih zavisi karakter i zdravlje svakog čovjeka; moderne teorije o hormonima predstavljaju svojevrsni povratak Hipokratu. Znameniti su njegovi Aforizmi (Ἀφορισμοί), koji su bili rašireni u srednjem vijeku ("Život je kratak, a umeće dugo") i spis O zraku, vodi i mjestima (Περὶ ἀέρων, ὑδάτων, τόπων) u kojem se ispituju odnosi između klime i zdravlja.
Na dalji razvoj filozofije snažno su utjecale društvene, političke i ekonomske prilike. Nakon pobjede nad Perzijancima razvio se u Ateni vrlo živ privredni, politički i prosvjetni rad. Filozofsko razmišljanje tada napušta problematiku prirode i usredotočuje se na na čovjeka (ἄνθρωπος) i cjelokupnu društvenu problematiku – time počinje antropološki period grčke filozofije. Društvena previranja unuar same demokratske Atene, zatim peloponeski rat, odvodili su interes ljudi od od pitanja kosmosa i njegovih zakona, a u prvi plan stavljali čovejka, njegovu društvenost, sposobnost njegove spoznaje, njegovu opću vrijednost itd. U toj situaciji pojavljuju se sofisti (σοφισταί), putujući učitelji koji su sebi uzeli u zadatak da govorima, predavanjima i polemikama obrazuju slobodne grčke građane. Najznamenitiji sofist bio je Protagora (Πρωταγόρας, oko 481. – 411. pr. Kr.) iz Abdere u Trakiji, čiji je stav da je "čovjek mjerilo svih stvari, postojećih da jesu, a nepostojećih da nisu" izazvao je još u staroj Grčkoj velike polemike: jedni su smatrali da Protagora misli da je mnijenje jedini stupanj u mogućnosti ljudske spoznaje i da je s tim u vezi istinito samo ono što neki pojedinac može spoznati, dok su drugi držali da je pod "čovjekom" Protagora ipak mislio na čovjeka kao generičko biće, a ne individualno. U polemikama je Protagora argumentima i protuargumentima izoštravao misli zadivljujući tom svojom sposobnošću sve prisutne. Sve dok je jedan argument podnosio protuargument, Protagora nije smatrao da je došao do istine. Taj je moment do krajnjih granica izoštrio sofist Gorgija (Γοργίας, oko 480. – oko 370. pr. Kr.) iz Leontina na Siciliji, koji je bio više govornik nego sofist. On je smatrao da se uopće ništa ne može dokazati, izrazivši time krajnju skepsu u mogućnost dolaženja do istine. Relativizmu i skepsi u spoznaji odgovara kod svih sofista relativizam i skepticizam u etici.
Glavni protivnik Sofista bio je Atenjanin Sokrat (Σωκράτης, oko 470. – 399. pr. Kr.) koji je, kao i sofisti, čovjeka učinio središtem svoga proučavanja. Čini se da on nikada nije zapisao svoje misli, tako da njegovo učenje poznajemo iz Ksenofontovih, Platonovih i Aristotelovih djela. Zainteresoiran u prvom redu za etičku problematiku, koja je kao "etička" bila ugrožena sofističkim tumačenjem moralnih normi, Sokrat je nastojao utvrditi pojmovnu vrijednost pojedinih moralnih normi, čime je želio da pobije sofistički relativizam u etici, koji se zasnivao na čulno-pojedinačnom kriteriju. Postupak je pritom bio dijalektički, što znači da je u tijeku razgovora (dijaloga) tako dugo argumentima i protuargumentima obarao pojedine stavove (svoje ili sugovornikove) dok ne bi na kraju iskristalizrao potpuno jasnu definiciju određenog pojma. Njegove javne diskusije, u kojima je induktivnom metodom "ironije" (εἰρωνεία) iskušavao neprovjerene etičke stavove u cilju jasnog definiranja pojmova, predstavljale su oštru kritiku sofističkog načina filozofiranja. A sofisti su, objektivno uzevši, bili ideolozi demokracije, koja je tada u Ateni predstavljala nastupajuću snagu i upravo proživljavala teškoće uspona.
Najgenijalniji Sokratov učenik i jedan od najvećih svjetskih idealističkih filozofa uopće bio je Atenjanin Platon (Πλάτων, 427. – 347. pr. Kr.), utemeljitelj Akademije, koji je uglavnom pisao djela u obliku dijaloga. On nije samo veliki mislilac, nego i originalni umjetnik. Premda se dijalog kao književni postupak javlja i ranije, ipak je filozofski dijalog pravu umjetničku obradu dobio tek u Platonovim spisima. U njegovim dijalozima raspravljaju filozofi, pjesnici i mladi ljudi iz Sokratovog društva. Sva ta lica su povijesne ličnosti, i dijalog obično nosi naziv po nekome od njih, a glavni lik u većini dijaloga je upravo Sokrat, i ti su dijalozi među najuspjelijima s književne točke gledišta (Gozba, Fedon, Fedar). Platonovi dijalozi pokazuju autorovu sposobnost za živo postavljanje scene, kojoj ne nedostaje ni dramatike, kao što je okupljanje građana povodom dolaska jednog čuvenog sofista u Protagori, gozba poslije pobjede na tragičnim natjecanjima u Gozbi, izlet za vrijeme vrućeg ljetnjeg dana u Fedru, Sokratov sastanak s prijateljima pred smrt u Fedonu. Platon je veliki majstor portretiranja likova: sva su lica potpuno individualizovana, čime se ističu njihovi međusobni kontrasti. Mnoga su, posebno Platonu mrski sofisti, dati satirički. Od svih likova najuspjeliji je Sokratov. Dijalozi su prožeti sjajnim pjesničkim slikama i usporedbama, koje često predstavljaju sredstvo Platonovog književnog stila, posebno u motivima koje ispunjavaju praznine u njegovu filozofskom sistemu. Među književno najuspelijim dijalozima jesu: Obrana Sokratova, koji je cijeli duboko poetičan i prožet herojskim žarom Sokrata koji ide u smrt ostajući vjeran svojoj misiji; Fedon, u kome prevladava tuga koju Sokrat svojom vedrinom uspijeva ublažiti; Fedar, koji sadrži mnogo pjesničkih slika, od pejzaža do drugog Sokratovog govora; te Gozba, vjerojatno najbolje Platonovo djelo s književnog stanovišta, u kome filozofija zauzima samo malo mjesta i u kome se uz žive iskre životne radosti priča o ljubavi.
Najuniverzalniji filozof antike bio je Aristotel (Ἀριστοτέλης, 384. – 322. pr. Kr.), učenik Platonov i osnivač peripatetičke filozofske škole. Napisao je ogroman broj spisa koji su se bavili svim područjima znanja. U njegovu duhovnom razvoju mogu se razlikovati tri razdoblja: u prvom on je sljedbenik i nastavljač Platona, u drugom podvrgava Platonovu filozofiju oštroj kritici, posebno teoriju ideja, dok u trećem razdoblju razrađuje svoju vlastitu filozofiju i posvećuje se proučavanju prirodnih zanosti. Od filozofskih spisa najznačajniji mu su Organon (Ὄργανον = Oruđe filozofiranja), gdje se pokazuje kao osnivač formalne logike, te Metafizika gdje se raspravlja o odnosu materije i forme i o suštini entelehije, dakle o najopćijim principima koji su osnova svega pojedinačnoga. Za povijest književnosti posebno su značajna dva Aristotelova spisa: Retorika (Τέχνη ῥητορική), gdje se daju uputstva za govorništvo, i znamenita Poetika (Περὶ ποιητικῆς = O pjesničkom umijeću), gdje se daje opći uvod o pjesništvu, razmatra se epika i najzad analizira suština i značenje tragedije. Kao i za Platona, i za Aristotela umjetnost je oponašanje (μίμησις) ljudi i prirode, ali ne ropsko, nego ono koje je stvaralačko i kreira tipove, dakle ono opće, koje je bolje i više od pojedinačnoga. Cijela Poetika, posebno dio o katarzi, tj. očišćenju afekata sažaljenjem i strahom, čime tragedija postiže svrhu, prožeto je protestom protiv Platonove negacije umjetnosti. Najznačajniji je Aristotelov učenik bio Teofrast (Θεόφραστος, oko 372. – oko 287. pr. Kr.) koji se nakon Aristotela dugo vremena nalazio na čelu peripatetičke škole. Za književnost mu je najznačajnije djelo Karakteri (Ἠθικοὶ χαρακτῆρες), u kojem je skicirao trideset tipičnih nosilaca neke ljudske mane ili slabosti (laskavac, brbljivac, klevetnik, pristalica oligarhije, praznovjeran čovek itd.), a zatim dao primjere kako određeni tip postupa u svakodnevnom životu. Ovim su djelom udareni prvi temelji karakterologije.

### Historiografija
Prvim pravim historiografom smatra se Herodot (484. ― oko 425. pr. Kr.) iz Halikarnasa. Osnovna tema njegove Historije (Ἱστορίης ἀπόδεξις, tj. izlaganje onoga što je ispitivanjem saznao) je grčko-perzijski sukob, ali u tom okviru priča nam Herodot i ono što je tom sukobu prethodilo i ono što mu je uslijedilo, unoseći i mnoge ekskurse o drugim narodima i zemljama, od kojih je najpoznatiji onaj o Egiptu, koji zauzima čitavu drugu knjigu. Djelo je podijeljeno na devet knjiga, nazvanih prema imenima Muza, ali ta podjela potječe od aleksandrijskih filologa. Herodot je ovim djelom znatno obogatio spoznaje iz etnografije, geografije i povijesti onih područja koja opisuje. Opisujući grčko-perzijske ratove nastoji prikazati Atenu kao spasiteljicu Helade. Sa stanovišta znanstvene povijesti Herodot, i pored svih nedostataka, daleko premašuje svoje prethodnike ― jonske logografe, a s književne točke gledišta, Herodotov se stil odlikuje jednostavnošću i jasnoćom, te se može usporediti sa stilom narodnih pripovjedaka. Herodotovo pripovedanje odvija se mirno, bez žestine ili strasti. Plastičnost slikanja, živa karakterizacija i jasan stil čine Herodota velikim majstorom pripovijedanja, što je naročito vidljivo u novelističkim dijelovima njegove povijesti.
Pravi znanstveni povjesničar je Tukidid (Θουκυδίδης, oko 460. ― oko 399. pr. Kr.). Naslov njegovog djela: Peloponeski rat (Ξυγγραφὴ περὶ τοῦ πολέμου τῶν Πελοποννησίων καὶ Ἀθηναίων) izvodi se iz prve rečenice uvoda, a podjela na osam knjiga pripada aleksandrijskim filolozima. Tukidid je namjeravao opisati cijeli peloponeski rat, ali ga je u tome spriječila smrt, pa se njegovo djelo završava događajima iz 411. pr. Kr. Tukidid u historiografsko pripovijedanje unosi strogu kritiku, koja razlikuje istinito od lažnoga, dokazano od vjerojatnoga, te otkriva veze između različitih događaja. Da bi što bolje dokumentirao događaje, unio je u djelo i neke isprave. Posebno su važni govori državnika i vojskovođa, jer sadrže komentar povijesnih zbivanja, a piščevom izlaganju daju dramatičnost i živost. Posebnu vrijednost daju sažeti i plastični opisi, od kojih je najznamenitiji opis kuge u Ateni u drugoj knjizi.
Plodan pisac bio je Ksenofont (Ξενοφῶν, oko 430. ― 354. pr. Kr.) iz Atene, čiji je život bio obilježen prijateljstvom sa Sokratom, kako se posebno vidi u njegovu djelu Uspomene na Sokrata (Άπομνημονεύματα). Kao pisac nije samo povjesničar, nego i filozof, političar i didaktičar. Sudjelovao je u Pohodu deset tisuća koji je Kir Mlađi pokrenuo protiv svoga brata Artakserksa 401. pr. Kr., o čemu piše u svom djelu Anabaza (Κύρου ἀνάβασις = tj. uspinjanje), u kojem opisuje Kirovu smrt i povratak grčkih plaćenika kroz Perziju. U Grčkoj povijesti (Ἑλληνικά) nastavlja prikaz grčke povijesti na mjestu gdje je Tukidid završio, tj. od 411. do 362. pr. Kr., slaveći Spartu i kralja Agesilaja II. Sliku idealnog vladara prikazao je u djelu Kirupedija (Κύρου παιδεία = Kirovo odgajanje), gdje prikazuje život Kira Starijeg (558. ― 529. pr. Kr.), osnivača velike perzijske države, kao uzora vladara i vojskovođe. Ksenofont piše atičkim dijalektom, jednostavnim i jasnim jezikom. Njegov je izraz pun elegancije i čistoće, pa su ga zato nazvali atičkom muzom ili pčelom. Samo oskudni fragmenti sačuvani su od djela manjih povjesničara 4. stoljeća pr. Kr., među kojima su se najviše isticali Efor (Ἔφορος, oko 400. ― 330. pr. Kr.), koji je prvi napisao veliku opću povijest cijele Grčke, i Teopomp (Θεόπομπος, oko 375. ― 306. pr. Kr.), koji je, između ostaloga, u djelu Grčka povijest (Ἑλληνικά) dao nastavak Tukididove povijesti od 410. pr. Kr. do bitke kod Knida 394. pr. Kr.

### Govorništvo
Najstariji atički govornik bio je Antifont (Ἀντιφῶν, 480. – 411. pr. Kr.), koji je bio logograf, odnosno pisao je govore za druge ljude, koji su morali govoriti na sudu. Iz sačuvanih petnaest govora, od kojih je njih dvanaest napisano za izmišljene slučajeve, vidi se da je po jezgrovitom stilu i antitetičnošću riječi i misli bio Tukididov preteča. Više povijesni nego književni dokument predstavljaju nekoliko sačuvanih govora Atenjanina Andokida (Ἀνδοκίδης, 440. – 385. pr. Kr.). Porijeklom iz Sirakuze bio je Lisija (Λυσίας, oko 445. – oko 380. pr. Kr.), koji se rano preselio u Atenu i tu živio kao metek, tj. stranac bez građanskih prava. U govoru Protiv Eratostena (Κατ' Ἐρατοσθένους, 403. pr. Kr.) optužio je Eratostena, jednog od Tridesetorice tirana, kao ubojicu svoga brata. Jednostavnim pričanjem izvranredno jasno izlaže Lisija svu pohlepu, nasilje i okrutnost Tridesetorice. Kao metek i logograf radio je u Ateni i Izej (Ἰσαῖος) iz Halkide na Eubeji, koji je bio Izokratov učenik i Demostenov prijatelj i čija djelatnost spada u period između 390. i 344. pr. Kr. Uzor mu je bio Lisija kojemu je sličan po jasnoći i kratkoći stila, a po snazi izlaganja, sažetosti i izbrušenom izrazu on je bio uzor Demostenu. Među najpoznatijim govornicima i najvećim proznim piscima uopće bio je Izokrat (Ἰσοκράτης, 436. – 338. pr. Kr.), koji je kao učenik sofista stekao dobro obrazovanje i zatim 390. pr. n. e. u Ateni otvorio svoju školu, gdje se pored općeg obrazovanja poučavala i teorija i praktična primjena govorništva. Od sačuvanih djela (21 govor i 9 pisma) najčuveniji je govor Panegirik (Πανηγυρικός, 380. pr. n. e.) u kojem se svi Grci pozivaju na slogu i potiču da pod vodstvom Atene krenu u rat protiv Perzije. Govor je pohvala Atene, a u antici je smatran stilističkim remek-djelom. U Panatenejskom govoru (Παναθηναικός, 399. pr. n. e.) ponovo zanosno hvali Atenu, ali i tašto veliča samoga sebe. Najveća je Izokratova zasluga u tome što je usavršio umjetničku prozu i utjecao na sve potonje antičke pisce, a posebno na Cicerona.
Najveći grčki govornik bio je Demosten (Δημοσθένης, 384. – 322. pr. Kr.), koji je među prvima naslutio opasnost koju je za nezavisnost Helade predstavljao Filip II. Makedonski, pa se strasno upustio u političku borbu i sav život povezao s poviješću svoga grada. Najpoznatija su mu tri govora Protiv Filipa (Κατὰ Φιλίππου), koja su kod nas poznata kao Filipike, u kojima oštro napada makedonskog kralja i potiče Atenjane na otpor njegovim osvajačkim ambicijama. Protiv Filipa i promakedonske stranke u samoj Ateni uperena su i tri Olintska govora (Ὀλυνθιακός α' β' γ'). Čuveni govor O vijencu (Περὶ στεφάνου) za povod ima obranu nekog Ktesifonta, koji je bio optužen da je nezakonito predložio da Demosten bude odlikovan zlatnim vijencem, ali zapravo ovim svojim najdužim govorom Demosten je ne samo obranio svoga klijenta, već i sebe samoga i svoju političku djelatnost. Govornička veličina Demostenova leži u snazi njegovog patriotizma, usredotočenosti na cilj dokazivanja, tonu duboke ozbiljnosti i blagoj dramatici, kao i u lucidnoj upotrebi argumenata.
Iz Atene je bio i Eshin (Αἰσχίνης, rođen oko 390. pr. Kr.), govornik i političar konzervativnih pogleda, koji je bio pristalica Filipa II. i vođa promakedonske stranke u Ateni. Odlikovao se jednostavnom elegancijom svojih govora, od kojih je najvažniji govor O kršenju poslaničke dužnosti (Περὶ παραπρεσβείας), u kojem se branio, i obranio, od Demostenovih optužbi da je prekršio poslaničku dužnost pri sklapanju tzv. Filokratovog mira time što se dao podmititi i što je podio netočan izvještaj. U govoru Protiv Ktesifonta (Κατὰ Κτησιφῶντος) optužio je ovoga da je nezakonito predložio da Demosten bude ovenčan zlatnim vijencem, ali se Demosten uspješno obranio govorom O vijencu, pa je Eshin morao otići u progonstvo. Govornik Likurg (Λυκοῦργος, oko 390. – 324. pr. Kr.) bio je vatreni pristalica Demostenove politike. Od 75 njegovih govora sačuvan je samo onaj Protiv Leokrata (Κατὰ Λεωκράτους), koga optužuje za izdaju. Nedostatak govorničkog dara nastoji nadoknaditi sudjelovanjem, pa su mu govori bili puni citata iz pjesama. Od ostalih manjih govornika ovoga razdoblja značajni su još Hiperid (Ὑπερείδης, 389. – 322. pr. Kr.) čiji je Nadgrobni govor (Ἐπιτάφιος) značajan kao jedini nadgrobni govor koji je zaista i održan, zatim Dinarh (Δείναρχος, rođen oko 360. pr. Kr.), koji je bio pripadnik promakedonske stranke u Ateni i čiji je govor Protiv Demostena o Harpalovom blagu značajan jer je pun povijesnih podataka, i najzad Demad (Δημάδης) koji je posijle atensko-tebanskog poraza kod Heroneje 338. pr. Kr. kao pristalica Makedonaca snažno utjecao na političke prilike u Ateni, i koji svoje govore nikada nije objavio.

## Aleksandrijsko razdoblje
Helenizam obuhvaća razdoblje od 3. stoljeća pr. Kr. do prve trećine 6. stoljeća poslije Krista, ali u grčkoj književnosti u okviru ovog dugog razdoblja treba zapravo razlikovati dva perioda, od kojih se prvi najčešće naziva aleksandrijskim, zbog toga što Aleksandrija postaje središtem ekonomske i kulturne moći tadašnjeg grčkog svijeta, koji traje do osvajanja Egipta od strane Oktavijana Augusta 30. pr. Kr., dok se drugi period naziva rimskim, koje traje sve do 529. poslije Krista. Porazom kod Heroneje 388. pr. Kr. grčki su polisi izgubili svoju neovisnost i potpali pod vlast Makedonije, koja međutim nije dirala u kulturne znamenitosti osvojene zemlje jer je i sama stajala pod njenim jakim uticajem. Osvajanja Aleksandra Velikog proširila su grčku kulturu sve do Indije i Etiopije. Nakon Aleksandrove smrti 323. pr. Kr. raspala se njegova ogromna država na Egipat Ptolemejevića, Siriju Seleukida te mnoge manje državice, od kojih su najznačajnije bile Bitinija, Antiohija i Pergam. Atena gubi sav politički značaj, ali uz Aleksandriju i Pergam, ostaje jednim od kulturnih središta helenizma. Uz izuzetak Atene i demokratske republike Rodosa, sve su helenističke države bile monarhije, u kojima nestaje aktivne uloge građanina, pa stoga čovjek, s jedne strane, od građanina skučenog polisa postaje građaninom svijeta, a s druge se okreće samome sebe i svom intimnom životu: tako su kozmopolitizam i individualizam osnovne odlike helenističke kulture i provjeravaju kroz sve važne filozofske pravce toga vremena – epikureizam, stoicizam, kinizam. Do velikih promjena dolazi i na području religije: tradicionalna mitologija gubi aktualnost i shvaća se kao kulturna vrijednost prošlosti, a njeno mjesto zauzimaju različiti mistični kultovi koji obećavaju spas nakon smrti. Zato egzaktne znanosti doživaljavaju veliki procvat, sve više se izdvajajući iz krila filozofije i stupajući u bliži dodir sa znanstvenim dostignućima Babilona i Egipta. U ovom je razdoblju znanstveno zasnovana i filologija, i to prije svega u Aleksandrijskoj knjižnici. Mijenja se i sadržaj književnosti: u uvjetima helenističkih monarhija govorništvo nestaje ili se u retorskim školama bavi izmišljenim predmetima, ali se zato obogaćuje patetikom. Književnost s političkih i društvenih tema prelazi na obiteljsku tematiku, privatni život i individualne osjećaje.

### Pjesničko stvaralaštvo
Na početku aleksandrijskog razdoblja grčke književnosti stoji poezija koja zbog toga što su njeni najistaknutiji predstavnici živejli i radili u Aleksandriji nosi naziv aleksandrijska poezija. Ta poezija obrađuje učene i mitološke teme s pretežno ljubavnim sadržajem, a začetnikom se smatra Fileta s Kosa (Φιλητᾶς, oko 340. – 285. pr. Kr.), koji je pisao melanholične elegije posvećene voljenoj Bitidi. Elegije takvog sadržaja pisao je i njegov učenik Hermesijanakt (Ἑρμησίαναξ, rođen oko 300. pr. Kr.), dok je Fanoklo (Φανοκλῆς) u elegijama opjevao ljubav bogova i heroja prema lijepim dječacima. Najznačajniji je elegičar toga doba bio Kalimah (Καλλίμαχος, oko 310. – 240. pr. Kr.), koji u elegijama pod naslovom Uzroci (Αἰτία, 4 knjige) piše o porijeklu običaja i kultova vezanih za mit. Posebno je značajna elegija Berenikina kosa, sačuvana fragmentarno, ali poznata po obradi rimskog pjesnika Katula (carm. 66). Smatrajući "veliku knjigu velikim zlom" stvara mali ep, tzv. epilij, Hekala (Ἑκάλη), u kojem praktično ostvaruje svoje teorijske nazore o književnosti: mali obim, neobičnost i novost predmeta i brižljivu i originalnu tehničku obradu. Kalimah je veliki majstor stila, ali zbog težnje ka "učenošću" i erudiciji već je njegovim suvremenicima bio potreban komentar.
Među najveće pjesnike ovoga razdoblja pripada Teokrit (Θεόκριτος, oko 300. – oko 250. pr. Kr.), koji je stvorio posebne pjesničke kompozicije – idile, kojih nam je sačuvano oko trideset i koje se dijele na dvije grupe. Prvu čine pastirske ili bukolske pjesme, u kojima grubi i neuki, ali slobodni i bezbrižni pastiri postaju idealni likovi koji vrijeme provode čuvajući svoja stada i pjevajući o svojim ljubavima. Ove su idile prava mala remek-djela, u kojima se Teokrit pokazuje kao majstor u slikanju ljubavnih zanosa, ali i u dinamičnom opisivanju prirode. Druga grupa pjesama predstavlja male prizore iz gradskog života s običnim ljudima kao glavnim likovima. Teokrit je snažno utjecao na Vergilija u njegovim Eklogama, ali i na kasnije pjesnike pastoralne lirike. Neposredno se na Teokritovo pjesništvo nastavljaju Bion iz Smirne (Βίων, kraj 2. stoljeća pr. Kr.), od koga je sačuvano 17 manjih pjesama, i Mosho (Μόσχος, oko 150. pr. Kr.), koji je pored idila napisao i omanji epilij Europa (Εὐρώπη).
Ponovni procvat u ovom razdoblju doživljava i mim, čiji je glavni predstavnik bio Heronda (Ἡρόνδας, 3. stoljeće pr. Kr.). Premda je u svoje mime nastojao unijeti određenu dozu "učenosti", ipak nije zazirao od vulgarnosti karakteristične za mimsku poeziju. Najčešće su mu teme svodnici, ljubomorne žene, zanatlije, malograđanke itd.
Kalimahov učenik Apolonije Rođanin (Ἀπολλώνιος, oko 300. – 230. pr. Kr.) krenuo je sasvim suprotnim putem od svoga učitelja te je stvorio najobimnije djelo helenističke književnosti – spijev Doživljaji Argonauta (Ἀργοναυτικά, 4 knjige s 5,835 heksametara), koji za osnovu ima priču o putovanju Argonauta u Kolhidu po zlatno runo i o njihovom povratku. Ep nema unutrašnjeg jedinstva i radnja nije kao kod Homera koncentrirana oko jednog događaja. Osim toga, Apolonije u svoje djelo unosi mnoštvo "učenih" digresija, fantastičnih geografskih i etnografskih podataka, tumači manje poznate etimologije. Služeći se istovremeno lakim i jasnim pripovijedanjem te živim i slikovitim opisima, ova je poema pobudila znatan interes, posebno kod rimskih epičara. Najistaknutiji pjesnik didaktičke epike ovog doba bio je Arat (Ἄρατος, oko 305. – oko 240. pr. Kr.), koji je napisao astronomski ep Pojave (Φαινόμενα) – djelo suhoparno i bez pjesničkog zanosa, ali zbog zanimljivosti teme veoma popularno u antici. Nikandar (Νίκανδρος, 2. stoljeće pr. Kr.) svojim Preobraženjima (Ἑτερεροιούμενα), u kojima piše o pretvaranju ljudi u životinje i biljle, utjecao je na Ovidija (Metamorfoze), a svojim Georgikama (Γεωργικά) na Vergilija (Georgike).
Karakterističan oblik u kome je svoj izraz našla helenistička poezija bio je epigram, koji obrađuje najraznovrsnije teme: filozofske, gozbene, ljubavne. Do nas su epigrami došli u dvije velike zbirke nastale u Bizantu. Prva je i poznatija Palatinska antologija, nastala početkom 10. stoljeća, s oko 4,000 epigrama na grčkom jeziku od vremena grčko-perzijskih ratova pa sve do bizantskog srednjeg vijeka. Druga i manje poznata je Planudska antologija, koju je u 14. stoljeću sastavio Maksim Planud. Među mnogim epigramatičarima aleksandrijskoga razdoblja nalaze se i dve žene: Anita (Ἀνύτη, oko 300. pr. Kr.), predstavnica peloponeske škole, i Nosida (Νοσσίς) čije su pjesme uglavnom vezane za kult Afrodite. Uz Asklepijada, Leonidu i mnoge druge, ipak je naveći helenistički epigramatičar bio Meleagar iz Gadare (Μελέαγρος, 1. stoljeće pr. Kr.), koji je sastavio zbirku epigrama pod naslovom Vijenac (Στέφανος). Od oko 130 sačuvanih epigrama većina je ljubavnog karaktera. On je, uz Filodema (Φιλόδημος, oko 110. – 40. pr. Kr.), također epigramatičara te epikurejskog filozofa i teoretičara umjetnosti, izvršio jak utjecaj na rimske elegijske pjesnike.
Od drugih posrednika između aleksandrijske i rimske književnosti ističu se Euforion (Εὐφορίων, rođen oko 276. pr. Kr.) koji je pisao epilije i elegije opterećene učenošću i nejasnoćom, i Partenije (Παρθένιος, 1. stoljeće pr. Kr.) koji je kao zarobljenik došao u Rim, a zatim bio oslobođen i postao Vergilijev prijatelj, i od koga su nam sačuvane samo ljubavne pripovijesti u prozi, pod naslovom Ljubavne patnje (Ἐρωτικὰ παθήματα), što ih je sakupio od različitih autora i posvetio Korneliju Galu.

### Prozno stvaralaštvo
Za razliku od pjesničke, prozna produkcija ovoga razdoblja sačuvana je u vrlo malim količinama, pa se naše znanje o njoj uglavnom zasniva na vijestima iz antike i na izvodima i odrazima u rimskoj književnosti. U prozi su prije svega pisali historiografi, geografi, filozofi, govornici, gramatičari, znanstvenici, dakle uglavnom oni koji su se više zanimali za naučnu stranu nego za umjetničku obradu određenog predmeta, ali ima i onih koji se i u proznom stvaralaštvu približavaju svojim pjesničkim suvremenicima. Osvajanja Aleksandra Velikog proširila su znanje Grka o novim i nepoznatim zemljama, pa raste zanimanje za povijest, geografiju, etnografiju i slične discipline, ali i u tim djelima prevladava "učenost" u vezi sa zanimljivim detaljima. Povijest prestaje biti ispitivanje istine i ispunjava se novelističkim, retoričkim i dramatskim elementima.
Među onima koji su pratili Aleksandra na njegovim pohodima izdvaja se Aristotelov nećak Kalisten (Καλλισθένης), koji u Grčkoj povijesti (Ἑλληνικά) obrađuje period od 387. pr. Kr. do 357. pr. Kr., i pod čijim se imenom sačuvao i spis O Aleksandrovim djelima (Ἀλεξάνδρου πράξεις). Ovo Pseudo-Kalistineovo djelo postalo je veoma popularno i tijekom mnogih stoljeća prerađeno je na mnoge druge jezike. Tu se Aleksandrov život pretvara u legendu, a njegovi pohodi u putovanja po bajkovitim i legendarnim krajevima. Lokalnu povijest obradio je Timej (Τιμαῖος, oko 345. – 250. pr. Kr.), čija je Povijest Sicilije (Σικελικά) u 38 knjiga obuhvaćala razdoblje od najstarijih vremena do 289. pr. Kr. U Ateni su tzv. atidografi analistički bilježili događaje u Ateni i u Atici. Sličnoga su oblika bile i kronike, među kojima je važan tzv. Parski mramor (Marmor Parium), mramorna ploča nađena 1627. na otoku Parosu, na kojoj su ispisani događaji u Atici od mitskog kralja Kekropa do 263. pr. Kr.
Najznačajniji je povjesničar ovoga doba bio Polibije (Πολύβιος, oko 201. – 120. pr. Kr.), jedan od rijetkih koji je tada shvatio ulogu Rima u svjetskoj povijesti. Za vrijeme trećeg makedonskog rata (171. – 168. pr. Kr.) aktivno je djelovao u Ahajskom savezu pa je nakon poraza stigao kao zarobljenik u Rim, gdje se upoznao s aristokratskim obiteljima i ušao u krug Scipiona Mlađeg. Uz manje spise glavno mu je djelo Povijest (Ἱστορίαι, 40 knjiga), gdje je opisao povijest Rima i Kartage od 266. pr. Kr. do 221. pr. Kr., zatim opću povijest Grčke, Azije, Italije i sjeverne Afrike, širenje Rima i sukobe s Hanibalom i Antiohom, te najzad osvajanje Grčke i pad Kartage. U cjelini je sačuvano prvih pet knjiga, a ostale fragmentarno. Posebno je zanimljiva Polibijeva analiza ustava Rimske Republike i njegova teorija pragmatičke historiografije: smatrao je, naime, da je za povjesničara osnovno proučavanje dokumenata, ali i osobno upoznavanje s poprištem povijesnih zbivanja i osobno političko iskustvo.
Promjenom političkih prilika govorništvo gubi svoj raniji značaj i karakter i povlači se u retorske škole, gdje postaje vježba u raspravljanju o temama često sasvim udaljenih od stvarnog života. U nedostatku sadržaja retori teže za formalnim efektima, pa su se na toj osnovi razlikovala dva osnovna pravca u govorništvu: azijski i atički. Prvi se posebno njegovao u Maloj Aziji, pa mu odatle i ime, i bio je kićen, pun patetike i traženih metafora.
Do velikih promjena došlo je i na polju filozofije. Sve filozofske škole toga doba u središte pažnje postavljaju probleme etičkog djelovanja čovjeka, traženje smisla života i puta do njega. Najsnažnija ličnost helenističke filozofije bio je Epikur (Ἐπίκουρος, 341. – 270. pr. Kr.), koji je prihvatio Demokritov atomizam i zastupao materijalističpko shvaćanje svijeta, odbacujući mitološka i religijska vjerovanja, te smatrajući da samo oslobođen zabluda i neznanja čovjek može postići nepomućenost (ἀταραξία). Izvršio je snažan utjecaj na rimskog pjesnika i filozofa Lukrecija. Stoicizam, koji je začeo Zenon iz Kitija (Ζένων, 331. – 264. pr. Kr.), u etici je dosta sliča Epikuru, premda polazi od drugačijih osnova. Stoici postavljaju zahtjev za povratkom prirodi i spoznajom prirode i njenih zakona kako bi čovjek mogao živjeti u skladu s njom, jer je i sam dio te stvaralačke i umne prirode.
Od brojnih značajnih znanstvenika, filologa, geografa i drugih učenjaka toga vremena – među kojima su matematiku proslavili Euklid (Εὐκλείδης, oko 300. pr. Kr.) i Arhimed (Ἀρχιμήδης, oko 237. – 212. pr. Kr.) – najsvestraniji je bio Eratosten (Ἐατοσθένης, oko 275. – 195. pr. Kr.), čije je glavno djelo Geografija (Γεωγραφικά, 3 knjige), gdje je raspravljao i o obliku Zemlje, koju je smatrao kuglom i pokušao odrediti njen polutnik izmerivši luk jednog meridijana od Aleksandrije do Sijene.
Na povijesnoj, polupovijesnoj i mitološkoj tradiciji (Odiseja) razvila se pripovjedna proza. Euhemer (Εὐήμερος, početak 3. stoljeća pr. Kr.) piše Sveti zapis (Ἱερὰ ἀναγραφή), neku vrstu utopije koja govori o idealnom uređenju otoka Panheje, koje je Euhemer navodno posjetio. Aristid iz Mileta (Ἀριστείδης, kraj 2. stoljeća pr. Kr.) sastavio je jednu od prvih zbirki ljubavnih pripovijedaka lascivno-erotskog sadržaja, pod naslovom Miletske priče (Μιλησιακά). Poseban književni oblik, koji je po njemu dobio i ime, stvorio je Menip iz Gadare (Μένιππος, 3. stoljeće pr. Kr.), koji je pisao spise sa satiričnom notom, i to mješavinom proze i stiha, pa se taj oblik naziva menipskom satirom. U tom je obliku napisan poznati Petronijev Satirikon.

## Rimsko razdoblje
Rimsko razdoblje grčke književnosti započinje padom Egipta pod rimsku vlast 30. pr. Kr. i traje sve do 529., kada su po Justinijanovu naređenju u Ateni bile zatvorene i posljednje filozofske škole, premda kršćanske pisce ovoga razdoblja iz više razloga treba zapravo smatrati djelom bizantske književnosti. Već u 2. stoljeću pr. Kr., a naročito od 1. stoljeća pr. Kr. (Grčka je pokorena 146. pr. Kr.) počinje ekspanzija Rima na helenistički Istok. Helenističke države jedna za drugom postaju rimske provincije, a na čelo im umjesto dotadašnjih monarha dolaze rimski prokonzuli. Život u provincijama polako zamire, a grčka inteligencija počinje se seliti u Rim i među Rimljanima širi interes za grčka kulturna dostignuća. S propašću republike i s osnivanjem principata nastaje dugotrajni mir koji postepeno vraća određenu ekonomsku snagu istočnim provincijama. To se naročito osjetilo u doba Antonina u 2. stoljeću, kada je Italija izgubila ekonomski primat u Rimskom Carstvu.
Veliki dio proznoga stvaralaštva u ovom razdoblju pripada historiografiji. Diodor Sicilijski (Διόδωρος, 1. stoljeće pr. Kr.), koji je živio u Rimu, napisao je opsežno djelo u 40 knjiga pod naslovom Biblioteka (Βιβλιοθήκη), od kojeg nam je u potpunosti sačuvano samo 15 knjiga, i koje je nazvano tako jer je prenosila odlomke iz različitih drugih djela, a analitički je obrađivala razdoblje od mitskih vremena do polovice 1. stoljeća pr. Kr. Među grčkim piscima koji su obrađivali rimsku povijest bio je i Dionizije Halikarnašanin (Διονύσιος ὁ Ἀλικαρνασσεύς, 1. stoljeće), koji je napisao Staru rimsku povijest (Ῥωμαϊκὴ ἀρχαιολογία) koja je obrađivala period do prvog punskog rata, dakle do početka Polibijeve Povijesti. Od 20 knjiga sačuvano je prvih deset i prvi dio jedanaeste, iz kojih vidimo da je volio kićeni stil i da je na povijest gledao kao na vrelo primjera za ljudsko djelovanje. Pisao je i spise o povijesti i teoriji govorništva, te rasprave o Demostenu i Tukididu. Teorijom govorništva bavi se i anonimni spis O uzvišenom (Περὶ ὕψους), vjerojatno s polovine 1. stoljeća, u kome se osuđuje i suhoparnost aticističkog stila i bujnost azijanizma, pa i "učenost" helenističkih pisaca, te se promovira povratak na obrasce klasične epohe grčke književnosti. Više geografijom nego historiografijom bavio se Strabon (Στράβων, oko 64. pr. Kr. – 19.), koji je napisao Povijesne napomene o vremenu prije i poslije Polibijeve Povijesti, ali koji je mnogo poznatiji po svojoj Geografiji (Γεωγραφικά, 17 knjiga) gdje je opisao tada poznate krajeve Europe, Azije i Afrike.
Židovsku povijest obradio je Josip Flavije (Ιώσηπος, oko 37. – 97.), koji je napisao djelo O judejskom ratu (Περὶ τοῦ Ἰουδαικοῦ πολέμου), gdje opisuje Vespazijanove i Titove pobede u tzv. judejskom ratu (64. – 70.), te spis Stara judejska povijest (Ἰουδαικὴ ἀρχαιολογία), gdje nastoji pokazati kako je Biblija starija od grčke povijesti.
Jedan od najpopularnijih pisaca, ne samo helenističke, nego čitave antičke književnosti bio je Plutarh (Πλούταρχος, 46. – poslije 120.), iz Heroneje u Beotiji, čija se velika književna baština od preko 120 naslova dijeli na dvije velike grupe. Prvu čine Etički spisi (Ἐθικά, lat. Moralia), u kojima sa stanovišta etičke problematike obrađuje najraznovrsnije teme – filozofiju, religiju, književnost, politiku, glazbu, odgoj – ali bez vlastite misaone originalnosti, već na osnovi goleme načitanosti. Drugu grupu naslova čine Usporedni životopisi (Βίοι παράλληλοι), paralelne biografije po jedne rimske i jedne grčke povijesno značajne osobe, od kojih je sačuvano ukupno 46 biografija (23 para) i 4 bez para. Ponegdje su se uspoređivanja nametala sama od sebe (npr. Ciceron i Demosten), ali većinom su umjetna (npr. Tezej i Romul), premda to nema značaja jer svaka biografija čini zasebnu cjelinu. Prema izvorima koje koristi Plutarh se ne odnosi kritički. Međutim, Plutarh i nije historiograf, niti je on to sam htio biti: svaka ličnost čiji život opisuje treba zapravo poslužiti kao jedan moralni primer, bilo loš bilo dobar. Zbog toga su ličnosti koje opisuje previše statične s već izgrađenim karakternim osobinama, ali nadareno pripovijedanje, interes za zanimljive anegdotske detalje i isticanje etičkih vrijednosti donijeli su Plutarhovim Životopisima veliku slavu u potonjim vremenima.
Dugotrajni mir i procvat istočnih provincija u 2. stoljeću poslije Krista doveli su do kulturnog oživljavanja koje se naziva "drugom sofistikom" ili "grčkim preporodom", tijekom kojega se budi interes za starinu, za oživljavanje starih kultova i običaja, a otvaraju se i službene filozofske i retorske škole koje potpomaže država. Ponovo se razvija javno govorništvo, a putujući učitelji, koji sebe nazivaju sofistima, poučavaju deklamatorskoj vještini raspravljanja. I premda je druga sofistika potakla interes za stare atičke govornike, bila je previše sadržajno isprazna i izmišljena da bi značajnije doprinijela književnosti. Najpoznatiji sofist toga doba bio je Dion Zlatousti (Δίων Χρυσόστομος, umro oko 112.), od koga je sačuvano oko 80 govora o raznim moralnim i književnim temama. Filozofska misao ovog razdoblja, pretežno eklektička, životari bez originalnosti u filozofskim školama: novih sistema nema, već se obnavljaju stari pravci. Filon (Φίλων, rođen oko 20. pr. Kr., umro između 41. i 54.) pokušao je povezati Mojsijevo učenje s grčkom filozofijom, prije svega Platonom.
Filozof i povjesničar Flavije Arijan (Ἀρριανός, 95. – 175.), Epiktetov učenik, objavio je svoje bilješke s predavanja, na kojima se uglavnom i zasniva naše znanje o ovom filozofu. Glavno je Arijanovo delo Aleksandrova anabaza (Ἀλεξάνδρου ἀνάβασις, 7 knjiga), koja je na trezven način i s osloncem na pouzdane povijesne izvore obrađivala čitav život Aleksandra Velikog. Indijska povijest (Ἰνδική) više je geografija nego povijest Indije, Taktika (Τέχνη τακτική) obrađuje vojnu vještinu, dok je spis O lovu (Κυνηγετικός) dopuna istoimenog Ksenofontovog djela. Stoička je filozofija imala mnogo pristalica u Rimu, pa je tako na tragovima stoicizma i car Marko Aurelije (121. – 180.) napisao u obliku aforizama u 12 knjiga djelo Razmišljanja sa samim sobom (Τὰ εἰς ἑαυτόν). Popularna je bila i filozofija skeptika, čiji je glavni predstavnik Sekst Empirik (Σέξτος, oko 200.) koji je prikazao filozofiju Pirona, osnivača skepticizma, u djelu Pironove postavke (Πυρρώνειοι ὑποτυπώσεις). Za povijest filozofije od velikog je značaja zbornik Diogena Laertija (Διογένης ὁ Λαέρτιος, 2. stoljeće) Životi i mišljenja znamenitih filozofa (Βίοι καὶ γνῶμαι τῶν ἐν φιλοσοφία εὐδοκιμησάντων, 10 knjiga).
Jedan od najjačih filozofskih pravaca ovoga doba jeste neoplatonizam, koji stoji pod jakim uticajem raznih religioznih shvaćanja i na kraju zapada u misticizam. Začetnik neoplatonizma je Plotin (Πλωτῖνος, 204. – 270.), čije je spise sredio i izdao Porfirije (Πορφύριος, 233. – 304.) pod naslovom Eneade (Ἐννεάδες = devetice, po 9 knjiga). Posljednji značajni neoplatoničari bili su Jamblih (Ἰάμβλιχος, oko 330.), Porfirijev učenik i osnivač neoplatoničke škole u Siriji, zatim Proklo (Πρόκλος, 410. – 485.), koji je uglavnom pisao komentare na Platonova djela, te Simplikije (Σιμπλίκιος, 6. stoljeće), poznati komentator Aristotelovih spisa.
Historiografija 2. i 3. stoljeća dala je, osim Arijana, još nekoliko imena, ali ona nemaju veliku vrijednost za povijest književnosti, premda su za povijestu veoma značajne. Apijan (Ἀππιανός, 2. stoljeće) napisao je Rimsku povijest (Ῥωμαικά) obradivši događaje od Enejina dolaska u Italiju pa sve do svoga vremena. Najistaknutiji grčki povjesničar carskog razdoblja bio je Dion Kasije (Δίων, oko 150. – 235.), čija je Rimska povijest (Ῥωμαικὴ ἱστορία) u 80 knjiga najopsežnija rimska povijest. Ovo je djelo važan izvor za poznu republiku i rano carstvo i pisano je plastičnim stilom, s očiglednim utjecajima Tukidida. Veliki je značaj Pauzanijinog (Παυσανίας, 2. stoljeće) putopisnog djela Opis Helade (Περιήγησις τῆς Ἑλλάδος, 10 knjiga), koje donosi opis spomenika, građevina, skulptura, slika itd. iz različitih dijelova Grčke, koje je većinom sam vidio. Glavni izvor za povijest 4. stoljeća je Zosim (Ζόσιμος, 6. stoljeće) koji je obradio rimsku povijest od Oktavijana Augusta do Teodozija II.
Ovom razdoblju pripada najpoznatiji grčki satiričar Lukijan (Λουκιανός, oko 120. – 180.) iz Samosate u Siriji, koji je kao učitelj retorike proputovao veliki dio carstva. Sačuvano nam je više od 80 njegovih spisa, većinom u dijaloškom obliku, koji obrađuje različite strane života: filozofiju, umjetnost, književnost, religiju, moral itd. U početku šaljiv i duhovit, Lukijan u starosti postaje oštar kritičar i sarkastičar. Glavni predmeti njegove kritike su glupost, sujeta, licemjerje, filozofska pretencioznost, praznoverice, vjerski fanatici, uključujući i kršćane. Na primjer, Razgovori bogova (Θεῶν διάλογοι) prikazuju bogove kao nemoralne i ništavne ličnosti koji sve vrijeme samo spletkare jedni protiv drugih; Tragični Zeus (Ζεὺς τραγῳδός) je najsnažnija satira protiv praznoverja gdje se prepiru po jedan epikurejac i stoičar; Istinite pripovijesti (Ἀληθεῖς ἱστορίαι) satira su na račun nevjerojatnih priča raznih romanopisaca o čudesima bogova i heroja.
Među znanstvenim piscima ovoga razdoblja važni su geograf Klaudije Ptolemej (Πτολεμαῖος, 2. stoljeće), autor Velikog sistema astronomije u kojem zastupa geocentrični sustav i liječnik Klaudije Galen (Γαληνός, 2. stoljeće), uz Hipokrata najpoznatiji antički liječnik, čiji spisi sadržinski predstavljaju vrhunac antičke medicine.
U 4. stoljeću sofistika je zastupljena još nizom istaknutih imena od kojih su najznačajniji Libanije (Λιβάνιος, 314. – 393.), Temistije (Θεμίστιος), Himerije (Ἱμέριος, oko 315. – 386.) i car Julijan Apostata (Ἰουλιανός, 331. – 363.).
Tematika privatnog života i intimnih osjećaja obrađuje novi oblik, koji su antički teoretičari nazvali "pripoviješću o osobama", a koja je danas, pomalo anahrono, dobila naziv roman. Od grčkih romana sačuvani su uglavnom oni koji obrađuju ljubavnu tematiku: tu se većinom opisuju izmišljeni likovi, i to zaljubljeni par koji se mora rastati, a zatim nakon mnogih pustolovina i muka ponovo nalaze jedno drugo i nastavljaju sratan život. Najvažniji od sačuvanih antičkih grčkih romana jesu Haritonova (Χαρίτων, 2. stoljeće) Povijest o Hereji i Kaliroji (Τὰ περὶ Χαιρέαν καὶ Καλλιρρόην) te Efeske priče (Ἐφεσιακά) Ksenofonta iz Efeza (Ξενοφῶν, 2. stoljeće). Sredinom 2. stoljeća na roman počinje utjecati druga sofistika, pa on postaje jedan od oblika sofističke proze, kako se najbolje vidi iz djela Longa (Λόγγος, 2–3. stoljeće), autora pastirskog ljubavnog romana Dafnis i Hloja (Δάφνις καὶ Χλόη). Novina u prikazu ljubavnih zgoda sastoji se tu u tome što je za pozadinu radnje uzeta pastirska sredina i što se umjesto uobičajenih lutanja i pustolovina opisuju etape otkrivanja ljubavnih osjećaja. Među sofističke romane pripadaju još Heliodorove (Ἡλιόδορος, 3. stoljeće) Etiopske priče o Teagenu i Harikleji i Priče o Leukipi i Klitofontu Ahileja Tatija (Ἀχιλλεὺς Τάτιος, 3. stoljeće).
Dominacija proze na gotovo svim književnim poljima potisnula je u drugi plan poeziju. Na kratko je u 4. stoljeću zablistala epska poezija. Kvint Smirnjanin (Κόιντος ὁ Σμυρναῖος) sastavio je podužu poemu Poslije Homera (Τὰ μεθ' Ὅμηρον) o događajima u trojanskom ratu nakon Ilijade, Nono (Νόννος) je napisao veliki ep o Dionizu (Διονυσιακά, 48 knjiga), a Muzej sastavio je Priču o Heroji i Leandru (Τὰ καθ' Ἡρὼ καὶ Λέανδρον) – dražesnu priču o mladiću Leandru koji je s azijske obale Helesponta svake noći plivao na europsku obalu svojoj voljenoj Leandri, ali se jednom prilikom utopio, pa je u smrt za njim krenula i njegova dragana. Od lirskih vrsta najduže se zadržao epigram, a polovinom 6. stoljeća sastavio je Agatija (Ἀγαθίας) zbirku njemu suvremenih epigrama, od kojih 100 iz njegovog pera, koja je poslužila kao jedan od izvora za Palatinsku antologiju.
Škola neoplatonizma bila je uperena protiv kršćanstva, koje je sve više prodiralo u sve slojeve helenističkog društva, pa je car Justinijan 529. godine naredio zatvaranje filozofskih škola u Ateni. Time se završava antička grčka književnost, kršćanstvo postaje društveni i kulturni pokret novog doba koje je upravo nastupilo, a Europa ubrzano zaboravlja gotovo svu kulturnu baštinu stare Grčke. Proći će skoro tisuću godinu prije no što će učeni ljudi na Zapadu ponovo otkriti grčku književnost i, oduševljavajući se njome, njene vrijednosti odlučno uperiti protiv kršćanskih dogmi u nastojanju da od religije emancipuju društvo, kulturu, znanost i filozofiju, započinjući tako period humanizma i renesanse.

## Vanjske poveznice
- (engl.) demonax.info – Demonax Hellenic Library (Beta inačica)  Arhivirana inačica izvorne stranice od 13. studenoga 2017. (Wayback Machine)